# Черноморский (Северский район)
Черноморский — посёлок городского типа в Северском районе Краснодарского края России. Административный центр и крупнейший населённый пункт Черноморского городского поселения.

## География
Посёлок расположен южнее федеральной автодороги А146 (в сторону гор) между посёлком Ильским (до него 4,5 км) и станицей Холмской (до неё 7 км), в 15 км к западу от районного центра станицы Северской и в 54 км к юго-западу от краевого центра города Краснодара.

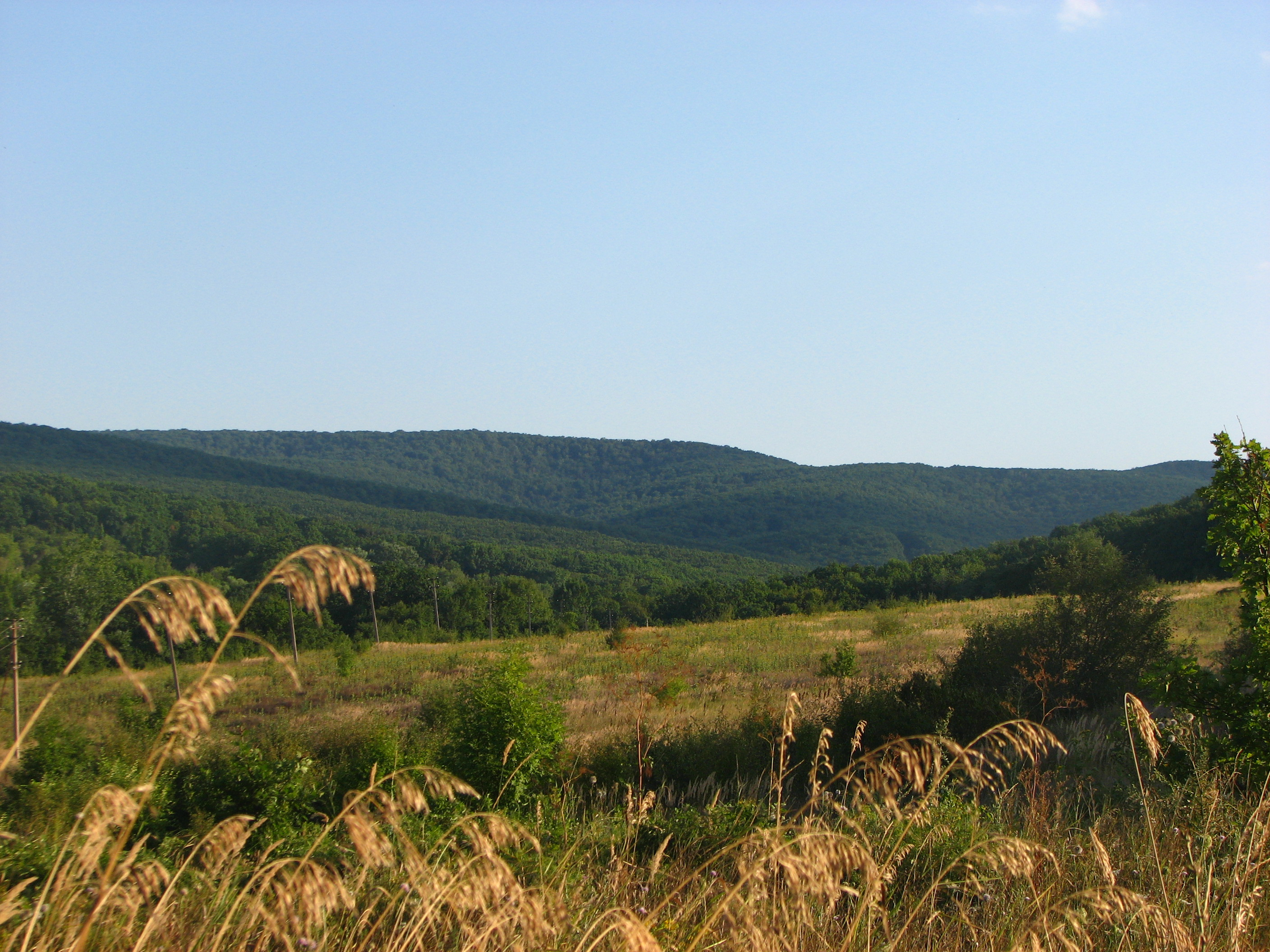
Вид на предгорья Большого Кавказского хребта в окрестностях посёлка

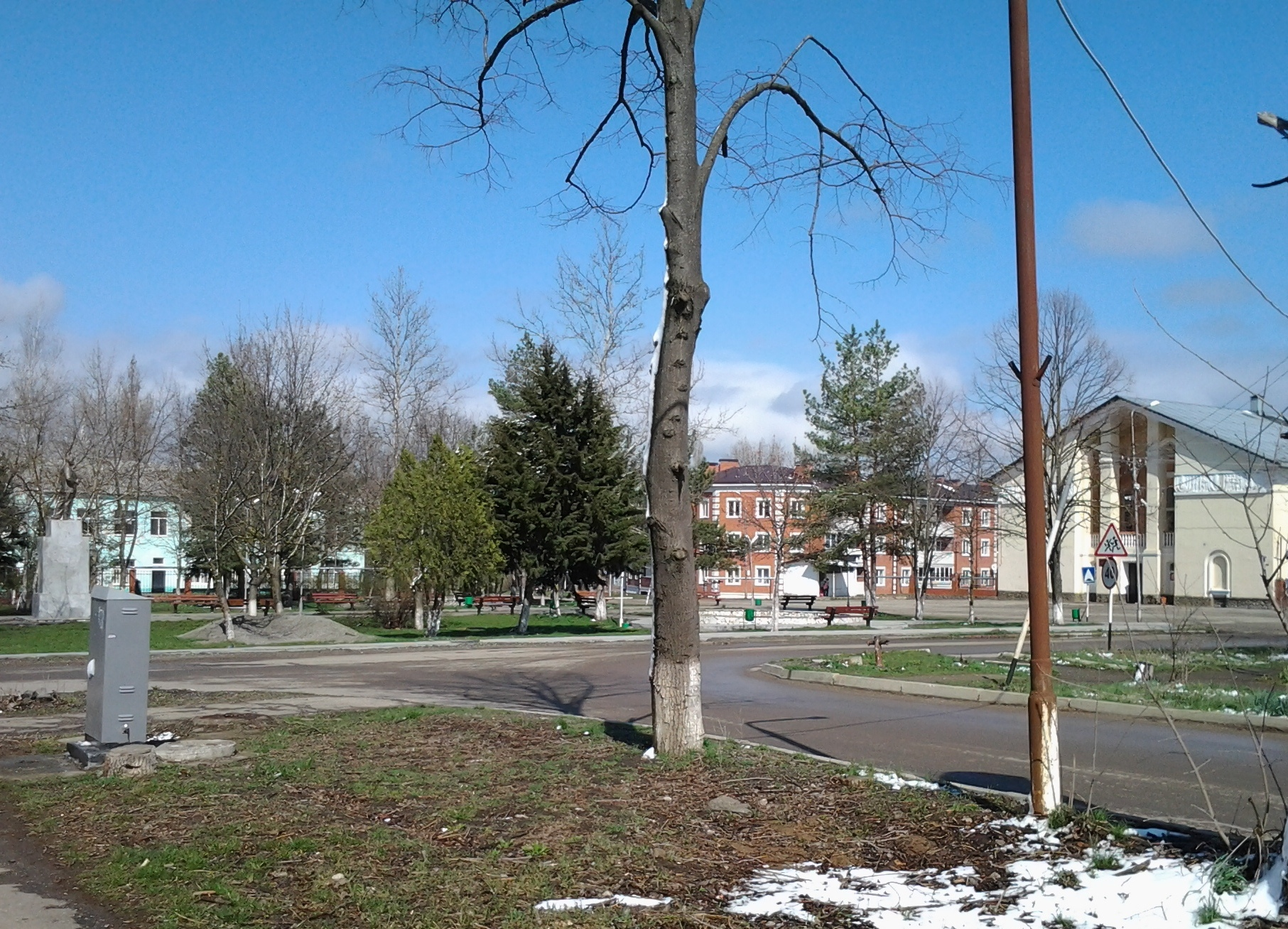
Панорама центра посёлка: дом культуры и сквер им. Ленина

Примерно в 1 км севернее посёлка проходит железнодорожная линия Краснодар — Крымск. В 1 км от центра посёлка на запад расположен посёлок Октябрьский, севернее которого расположена железнодорожная станция Хабль. Действует регулярное автобусное сообщение с Краснодаром (до 10 рейсов в день), а также с Новороссийском, Анапой и Геленджиком (летом). На станции Хабль и остановочном пункте Черноморский четыре раза в день останавливаются электропоезда Краснодар — Новороссийск. Время в пути до Краснодара составляет 1 час, автобусы из посёлка Черноморского приходят на автовокзал «Южный» и Сенной рынок через Тургеневский мост.

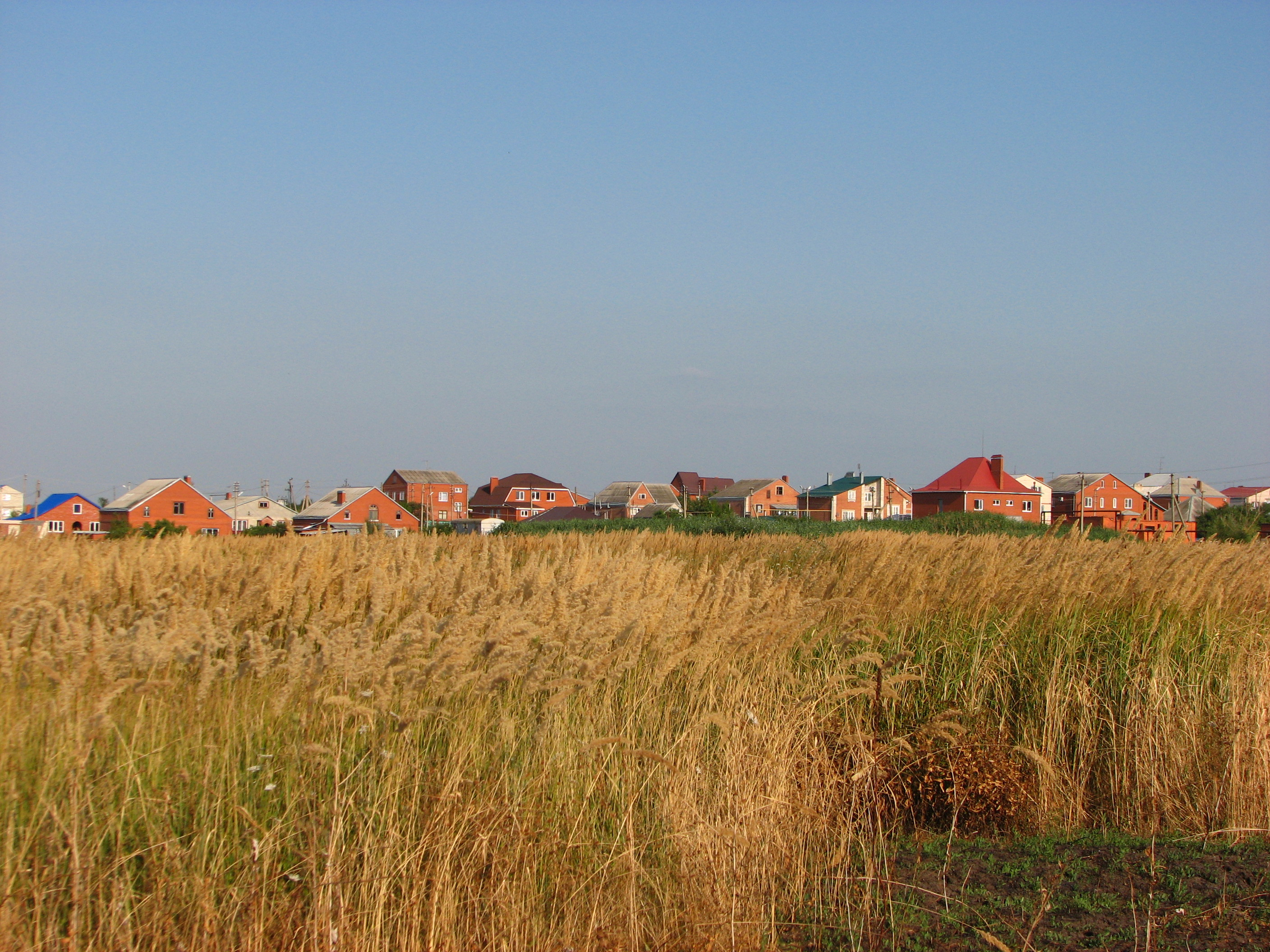
Вид на посёлок Солнечный

К западу от посёлка протекает река Зыбза (также Эйбза, Ази(ю, ы)пс, Эзжипс), отделяющая Северский район от Абинского. В её верховьях расположен одноимённый нефтепромысел. Речка берёт начало в северных отрогах горы Крестатой (383 м), имеет протяжённость около 35 км и впадает в Крюковское водохранилище. Название, вероятно, происходит от слова «ажипс», что означает с адыгейского реку горного козла.
К северу от посёлка начинаются степи, которые тянутся до реки Кубань, а также Крюковское водохранилище. Оно было образовано в 1972 году и в том числе используется для водоснабжения посёлка. Между водохранилищем и трассой расположены хутора Весёлый и Новопетровский, которые также входят в Черноморское городское поселение. Хутор Весёлый состоит из одного квартала усадебной застройки и недействующей молочно-товарной фермы. Посёлок Спутник, окружающий ж/д станцию, включает крупную промышленную зону: кирпичный завод, завод ЖБИ, зернохранилище, нефтебазу.
К югу от посёлка, в предгорьях Большого Кавказского хребта, находятся хутора Кипячий (строго на юг) и Карский (на юго-восток, ближе к посёлку Ильскому), а также дачи (многие из которых заброшены). Через хутор Карский проходит асфальтированная дорога к посёлку Ильскому. На поле за поселковым парком в 1980-е годы было начато строительство домов с солнечными батареями, за что местные жители назвали этот район «Солнечный» (сейчас здесь активно ведётся строительство домов коттеджного типа).

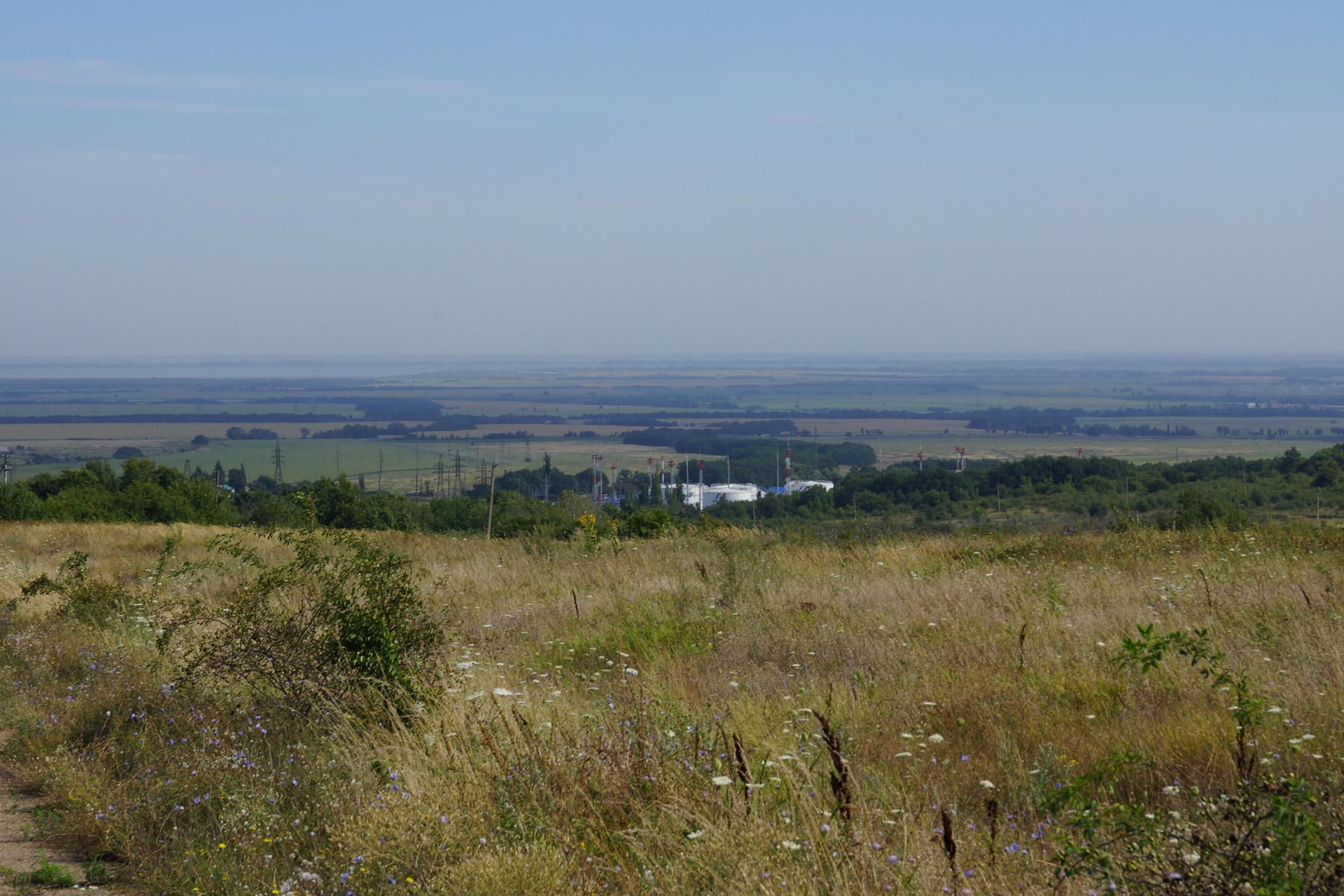
Вид на степь с хребта Длинная гора

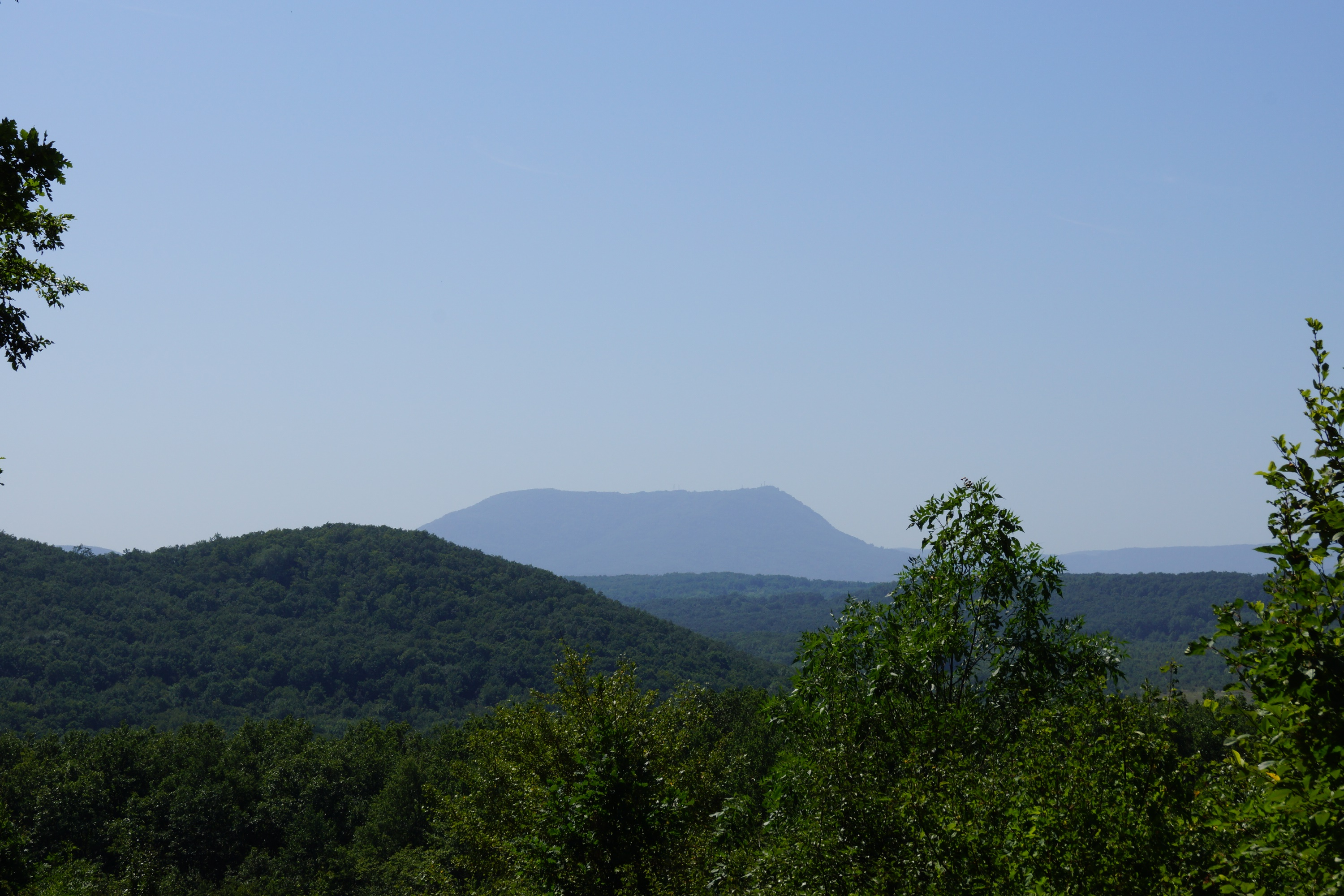
Вид на гору Собер-Оашх за хутором Карским

К югу от посёлка расположены отроги Большого Кавказского хребта Песчаный хребет (максимальная высота 372.7 м) и хребет Длинная Гора (317.4 м, за хутором Карским). Между этими хребтами располагается урочище Волчьи Ворота. На границе с Абинским районом расположена гора Карпов Бугор (171.5 м). Через посёлок протекает несколько небольших речек (ериков), берущих начало на Песчаном хребте. Они сформировали щель Крутенко (за посёлком Октябрьским), щель Кипячую, Нефтяную балку (за хутором Кипячим), балку Денисенко (за хутором Карским). На этих речках создано несколько искусственных прудов. Самый крупный из них (Новый пруд) расположен между автомобильной и железной дорогой. Рельеф хутора Новопетровского определяется балками Чернышкина и Дибравина. Через посёлок Октябрьский и хутор Новопетровский протекает речка Бугай. За посёлком Октябрьским расположена мусорная свалка и ракушечный карьер.
Основной улицей посёлка является улица Юбилейная, которая в северной части пересекает дорогу А-146 и продолжается в виде дороги к хутору Новопетровскому через железнодорожный переезд, а в южной части делится на дорогу к хутору Карскому (на восток), а также посёлку Октябрьскому (к западу). Пересечение улиц Юбилейной и Дзержинского, Пушкина и Горького формирует общественный центр посёлка.

## История
Посёлок основан 15 февраля 1947 года.
Древнее время
В 1984—1990 годах около посёлка Черноморского советским археологом В. А. Тарабановым проводились раскопки курганов бронзового века. Они были отнесены к позднему этапу предкавказской катакомбной культуры XVII—XV веков до н. э. Была отмечена связь этой культуры с дольменной. Действительно, дольмены и звездообразный менгир обнаружены в верховьях реки Зыбза, у подножия горы Крестатой. В настоящее время большинство курганов того времени, расположенных в полях, сильно распаханы.
С начала 1 тыс. до н. э. территория Северского района и в частности, предгорья между реками Зыбза и Иль, играют важное значение: именно через эти земли проходит торговый путь от гаваней Северного Причерноморья вглубь степей. Севернее находится русло реки Кубани и окружающие его заболоченные плавни, а южнее — труднопроходимые горы (отроги Большого Кавказского хребта). Горные реки, спускаясь с предгорий, превращались в густо заросшие и полные насекомых ущелья-ерики. Поэтому пересечь многочисленные потоки, а также найти чистую воду можно было именно в предгорьях. Близость к руслу Кубани была опасна и ввиду частых случаев пиратства и нападения племён, живших здесь.

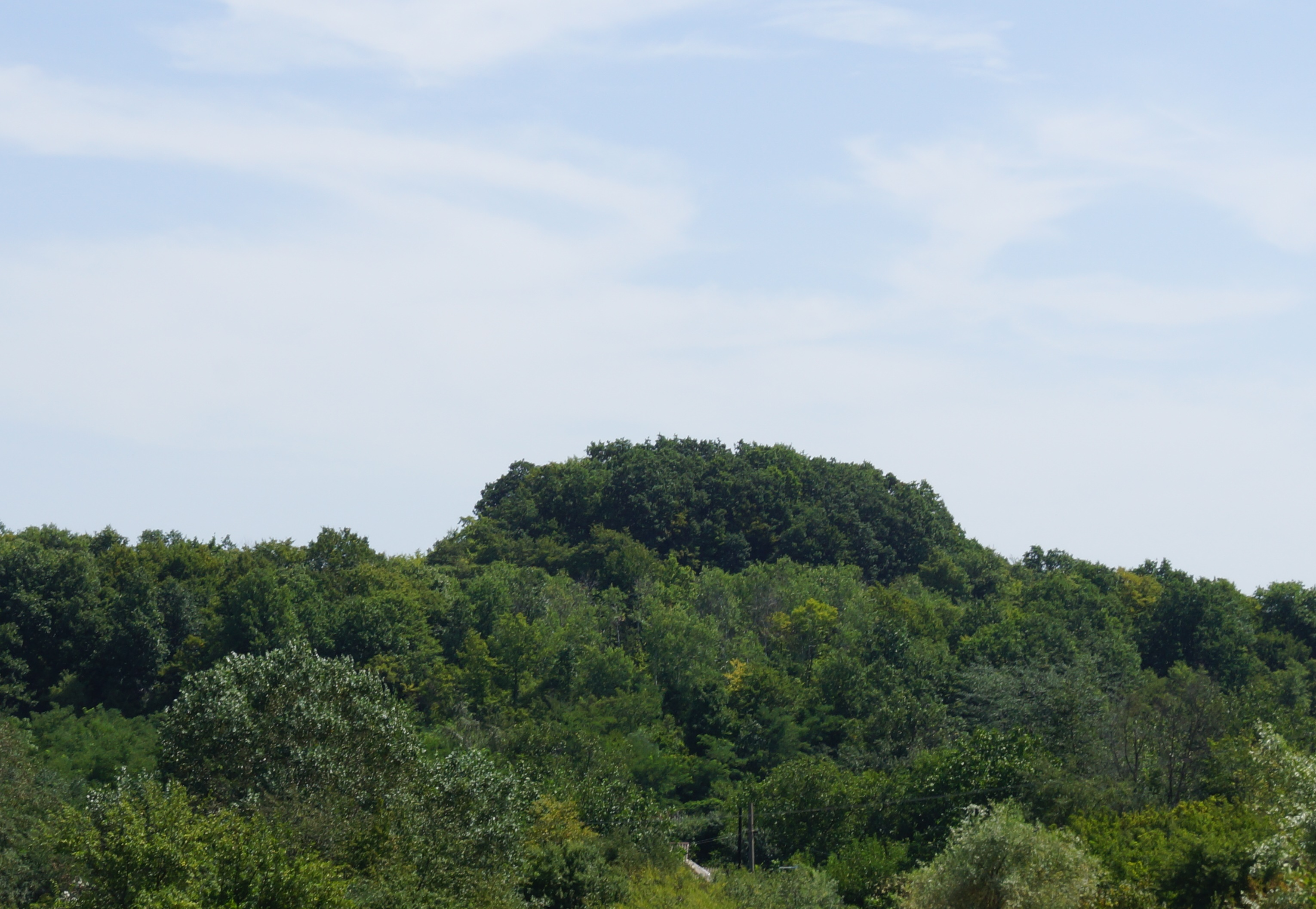
Синдское городище и курган

В 1 тыс. до н. э. — IV в. н. э. территории, расположенные к югу от реки Кубань, населяли племена синдов (греч. Σινδοί). В соответствии с исследованиями немецкого географа К. Ритера (XIX век), данный термин означает «приречные». В VI в до н. э. сформировалось государство Синдика, упомянутое известными античными историками — Геродотом и Страбоном. Синды активно занимались торговлей (главным образом зерном) и ремеслами (керамическим производством). Одним из важных торговых путей региона являлась дорога вдоль предгорий Кавказа, идущая в Синдскую гавань (позже — Горгиппию, современная Анапа) на Черноморском побережье. Из всех причерноморских племён синды были наиболее эллинизированы. Они использовали греческий язык и письменность, имена и обычаи, принципы торговли. Уровень земледелия синдов был сравним с Малой Азией. В период территориальной экспансии Боспорского царства, Синдика потеряла политическую самостоятельность. Хотя после 480 года до н. э. (присоединение Горгиппии), Восточная Синдика некоторое время оставалась относительно независимой, земли в окрестностях поселка, вероятно, вошли в состав царства уже в период завоеваний Перисада I (в IV веке до н. э.). Боспорское царство в это время получило право хлебного экспорта, что стимулировало развитие данной территории.

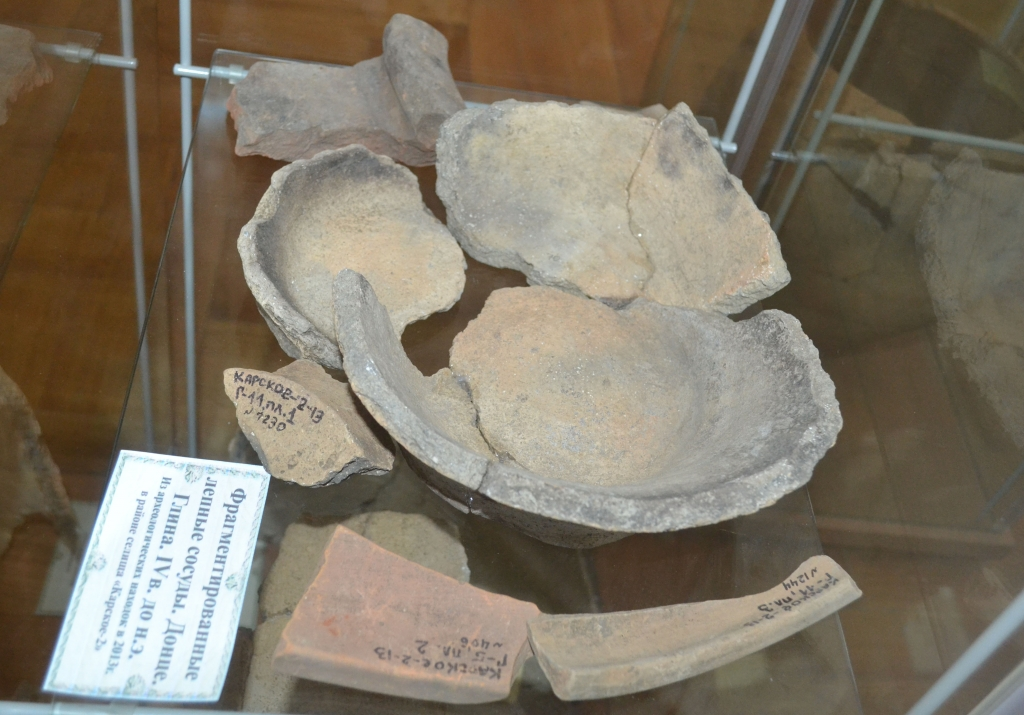
Фрагменты местной керамики: поселение «Карское-2»

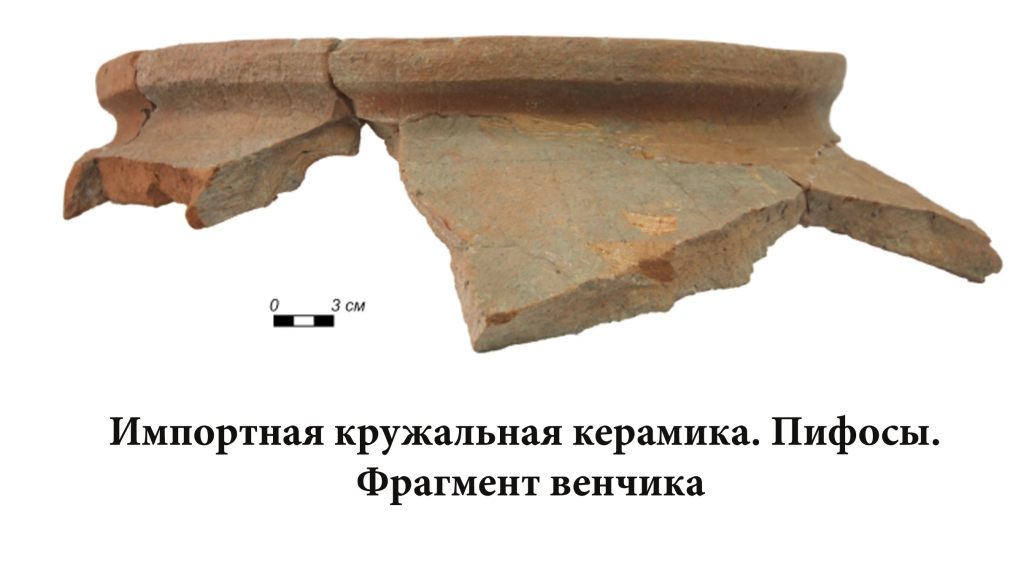
Фрагменты привозного пифоса

На территории хутора Карского находится древнее, предположительно синдское поселение — «Карское-2» размерами 200×280 м, включающее крупный курган высотой 4 м и диаметром насыпи 60 м. Поселение было обнаружено в результате шурфовочных работ. В 2013 году в южной части данного поселения были проведены археологические раскопки в связи со строительством трубопровода «Бугундырь-Карский». На раскопанной части селища были открыты колоколовидные ямы, которые первоначально предназначались для хранения зерновых, а впоследствии использовались как мусорные, а также скопления керамики, камней, турлука, слои обожженной глины. Среди керамики встречаются как местные (>70 %), так и привозные кружильные сосуды. В частности, были найдены фрагменты привозных пифосов — древнегреческих сосудов, предназначенных для хранения продуктов. Собранный керамический материал позволяет датировать памятник в широком диапазоне с IV в. до н. э. — III в. н. э. Найденные предметы пополнили коллекцию Северского историко-краеведческого музея. Поэтому, предположительно, найденное поселение является остатками синдского города, основным занятием населения которого были ремесла и торговля. Следует отметить, что территория в окрестностях хутора Карского богата залежами глины, которая могла использоваться для производства керамики. В ходе раскопок были также обнаружены и кости животных, что указывает на развитие животноводства. Значительная удаленность городища от реки Кубани и, следовательно, малая вероятность столкновений со скифами, способствовала развитию торговли.
Синды жили в турлучных или саманных домах. Внутри дома находилась глинобитная печь с полукруглым сводом и гладким полом, в основании которого были положены обломки глиняных сосудов, сверху покрытые обожженным слоем глины. С жилищами были связаны небольшие погреба в виде ям глубиной 1-2 м. В быту употреблялись низкие деревянные столики, о чём свидетельствует плоскодонная посуда. Пища у синдов была весьма разнообразной — мясная, молочная, растительная.
Средние века

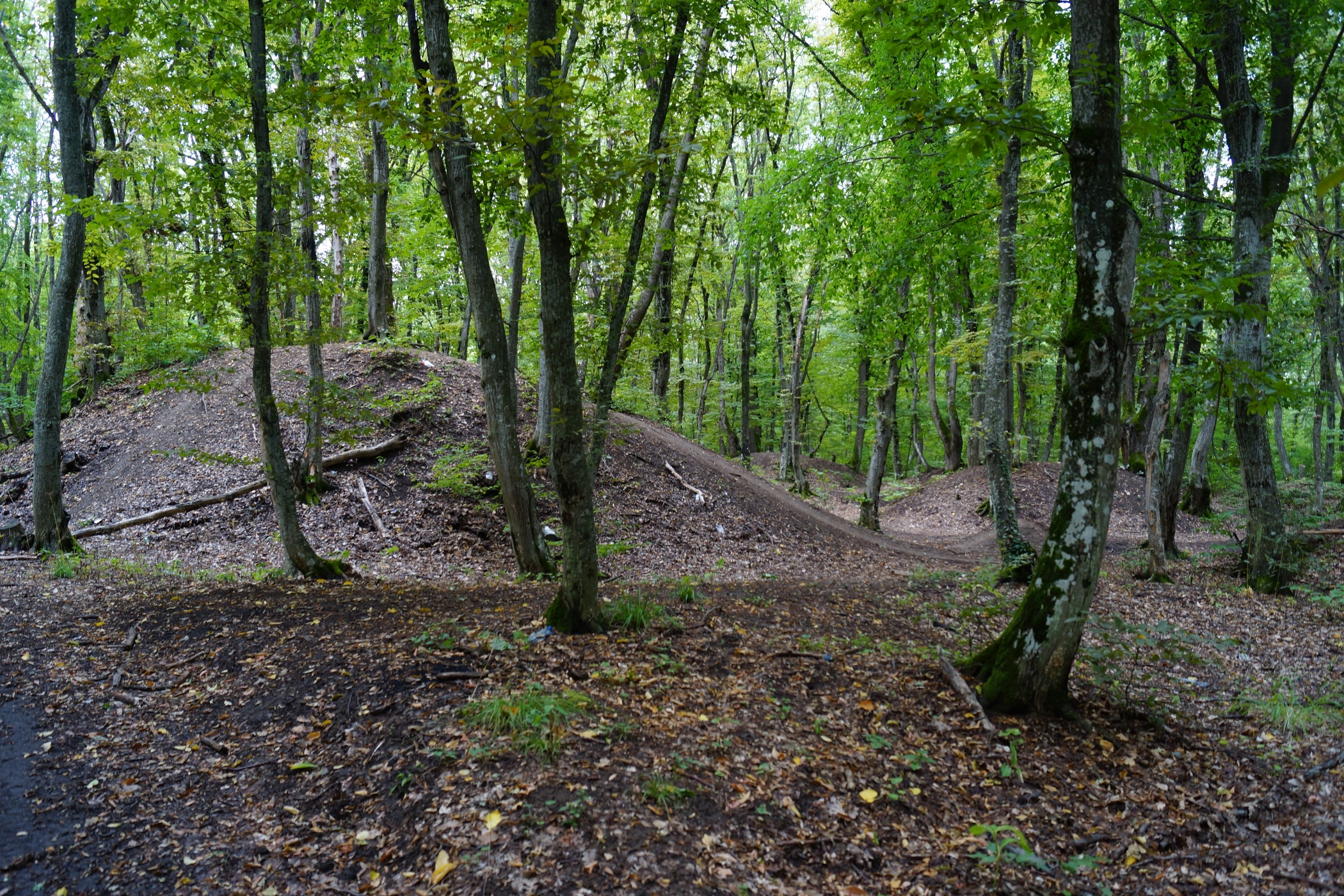
Курганы в горах за хутором Карским

В XIV—XV веках по территории Северского района проходила построенная генуэзскими купцами дорога от Анапы в Северное Причерноморье. Она служила для перевозки грузов от портов Черноморского побережья (ткани, соль, мыло, ковры, ювелирные изделия, сабли), в обратном направлении по ней перегоняли рабов. Дорога пересекала реку Азипс (Зыбза), проходила в предгорьях выше современных посёлков Черноморского и Ильского. К концу XV века контроль генуэзцев над дорогой был утрачен из-за появившегося турецкого влияния. Следы дороги, придорожных курганов, колодцев и укреплений (факторий, где караваны пережидали ночное время и укрывались от разбойников) сохранялись до середины XIX века.

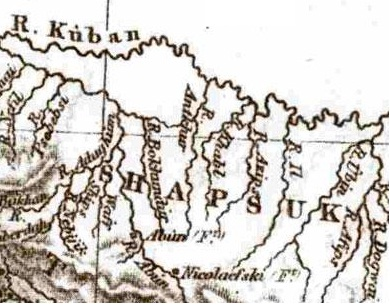
Фрагмент карты Шапсугии 1840 года с указанием рек Азипс, Иль, Хабль

С XIV века коренное население края — шапсуги, создали так называемую «Большую Шапсугию» в составе объединения племен Черкессии. Шапсуги проживали в небольших аулах и занимались земледелием, садоводством и разведением скота. Вплоть до начала XVIII века они преимущественно были язычниками, с примесью христианство, распространившегося среди адыгов ещё в раннем Средневековье, а в начале XVIII века среди них укоренился — ислам. До этого религия шапсугов включала как традиционно черкесские верования, так и элементы христианства и греческой культуры. О последнем есть упоминание в «Книге познания мира» архиепископа Иоанна III (начало XV века), «что касается их религии, то в некоторых обрядах и постах они следуют грекам…» Около 1795 года на землях шапсугов произошло восстание против власти местных князей.
Черкесские племена и в частности шапсуги, сохранили традицию погребений в курганах. В книге Джорджо Интериано «Быт и страна Зихов…» (XIV век) описана эта традиция: «Когда умирают знатные люди, они устраивают в поле высокое деревянное ложе…затем делают так называемую могилу, земляную насыпь.» Много таких курганов в настоящее время расположено в степи между реками Бугай и Зыбза.
Около хутора Новопетровского вблизи реки Бугай (в степи) сохранилось обширное городище, вероятно, представляющее собой остатки шапсугского аула.
XIX век
В середине XIX века территория будущего поселка была колонизирована русскими войсками. Согласно источникам времен Кавказской войны, «местность эта, орошаемая речками Богай и Азипс, заключала в себе весьма плодородную и богатую почву с большим народонаселением. Речки, вытекая из Черных Гор, в верховьях имеют характер горных ручьев, потом текут по лесистым низменностям и затем теряются в плавнях левого берега Кубани». На этой территории находилось более тысячи дворов, в которых содержался скот и птица, а окружающие земли использовались как пастбища и поля. Вдоль рек Азипс и Богай располагались большие аулы Пшижиатук и Кияб (>1500 дворов).
Русские войска заняли территорию, на которой сейчас располагается посёлок, в 1860 году после боя у крупного шапсугского аула Кабаницы. Командовал операцией генерал Рудановский Леонид Платонович (1814—1877). Густой лес и населённость района шапсугами препятствовали продвижению русских войск, для чего пришлось прорубить просеку в версту шириной вдоль генуэзской, или «купеческой», дороги. На реке Богай действовал средне-шапсугский отряд полковника Левашева (400 казаков, 10 орудий), на реке Азипс — главный шапсугский отряд (драгуны и казаки) под командованием генерала графа Евдокимова. Боевые действия велись с 3 по 11 декабря 1860 г. С 1864 г. большая часть шапсугов была выселена в Турцию.

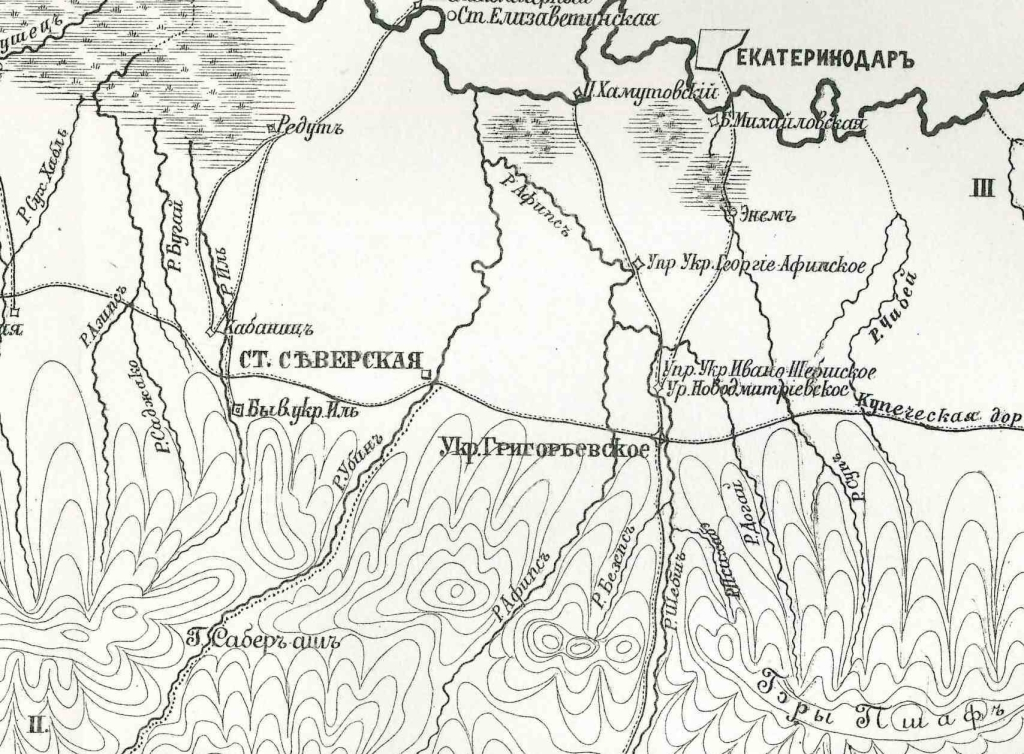
Фрагмент карты XIX века

Хутор Карский, как и несколько других, не сохранившихся хуторов в предгорьях, был основан абинско-северской группой понтийских (черноморских) греков в конце XIX в. Название хутора связано с названием Карской области (καρσλιδις) на юго-западе Закавказья, откуда греки были изгнаны турками. Колонизация северных отрогов Кавказских гор греками была связана со специальным Указом царского правительства, позволившим им селиться здесь со второй половины XIX века. Данные территории были периферией греческого переселения. Поэтому греки не строили характерных каменных домов и жили в кубанских турлучных хатах. Греки преимущественно занимались выращиванием табака на плантациях, земли для этого брали в аренду у казаков соседней станицы Ильской. При этом земли, передаваемые в аренду, обычно находились в предгорьях и были покрыты лесом. Казачество не имело сил и средств для их очистки, греки же нанимали большое количество работников, в том числе из числа бедных казаков. По окончании аренды земли часто возвращали. Греки завезли табак из Анатолии, в частности, сорт «Трапезунд». В советское время на основе в том числе греческих табачных плантаций были созданы поля Абинского табак-совхоза № 6 и позже — опытное поле ВИТИМа (посёлок Октябрьский). В 1947 г. греческое население хутора было репрессировано. Этот процесс являлся частью масштабной высылки понтийских греков с Кубани и начался в 1937 г. Греки были высланы в Северный Казахстан. После выселения Карслийцы не вернулись в хутор. Поляна на месте греческой части хутора сохранилась за Хребтом Длинная гора до нашего времени.

Развитие посёлка тесно связано с добычей нефти в предгорьях Кавказа. После обнаружения в 1863 г. в долине реки Иль нефти, первый бурильщик России А. Н. Новосильцев в 1866 г. выбрал для бурения место между нынешними посёлками Холмским и Ильским, на правом берегу реки Малый Азипс (Зыбза).
XX век

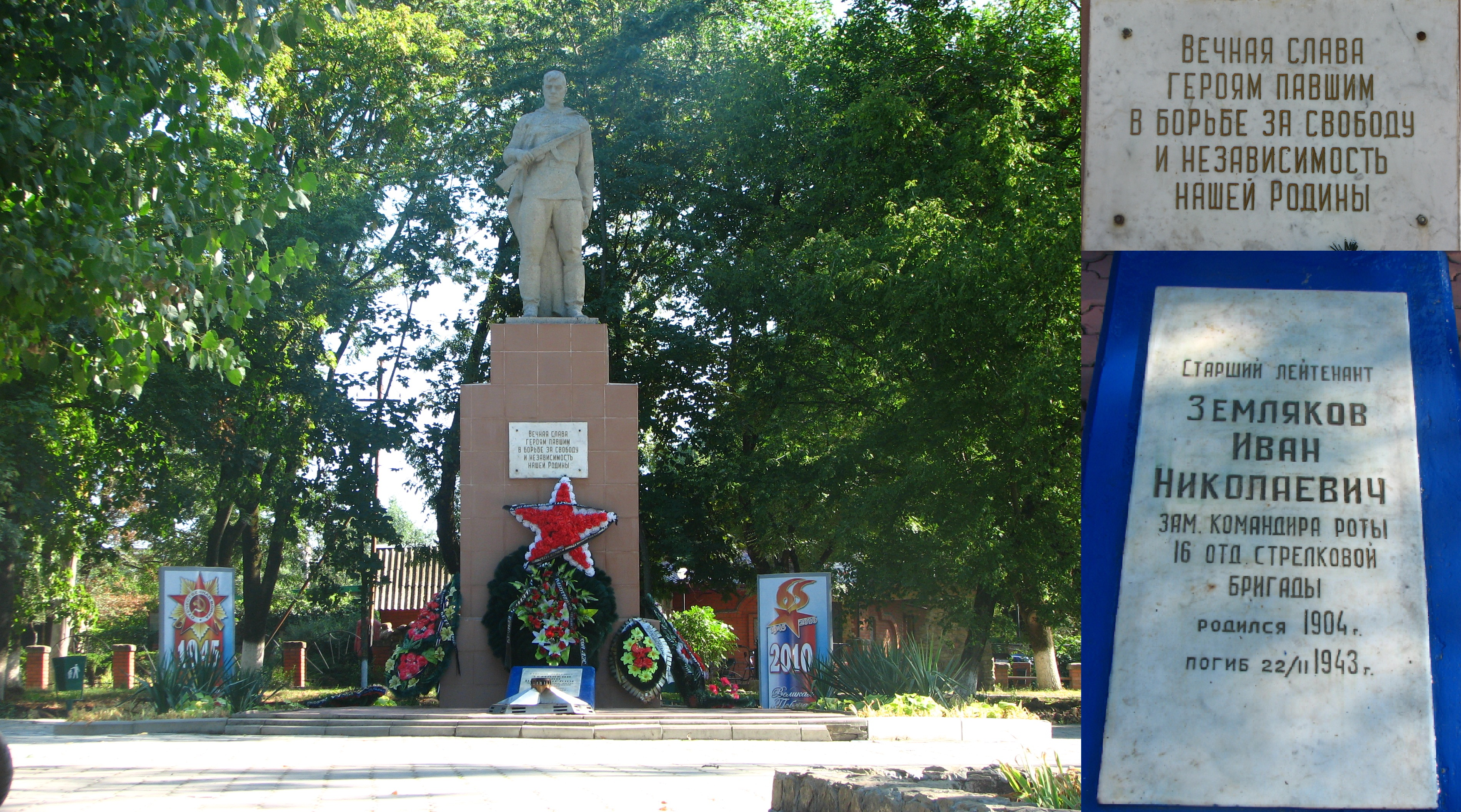
Сквер Победы в поселке Черноморском

В ходе Великой Отечественной войны хут. Новопетровский, пос. Октябрьский и ст. Хабль были оккупированы немецко-фашистскими захватчиками. Линия немецкой обороны проходила за поселком по скалам в урочище Волчьи ворота. Данные населенные пункты были освобождены 16 отдельной стрелковой бригадой 21-22 февраля 1943 г. На ст. Хабль установлен памятный знак, а в пос. Черноморском обустроен сквер Победы. Здесь установлен памятник в честь ст. лейт. Землякова Ивана Николаевича, погибшего при освобождении этих населенных пунктов. Он похоронен в братской могиле на кладбище ст. Ильской.

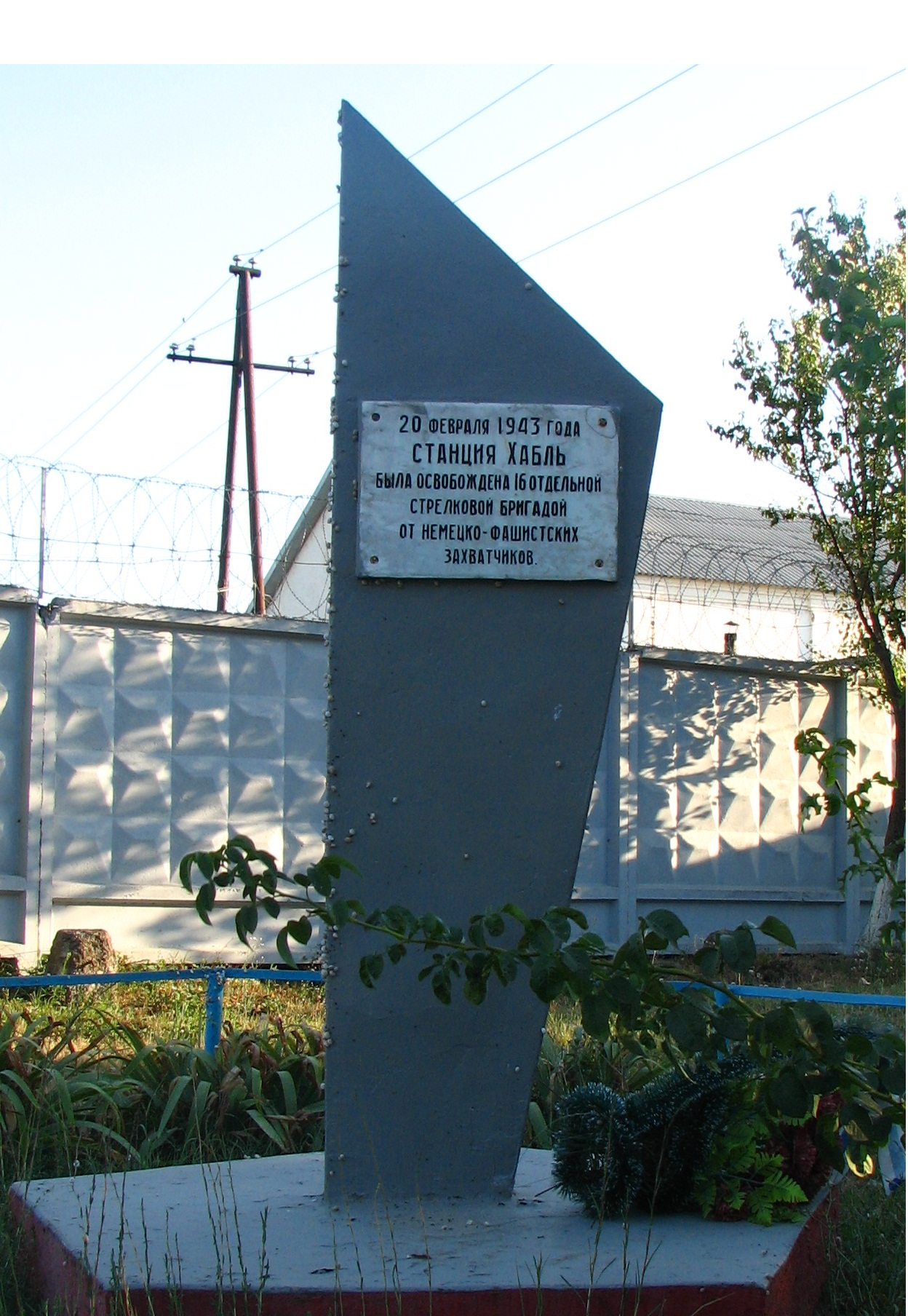
Памятник в честь освобождения ст. Хабль

В советское время разведка нефти активно проводилась вскоре после освобождения территории Северского района от немецко-фашистских захватчиков. Уже с 1944 г. в Карской долине была пробурена фонтанирующая скважина № 3, которая давала до 100 тонн нефти в сутки.

Строительство посёлка нефтяников на месте Ильского нефтегазового месторождения было начато в 1947 году, когда из земельного фонда Ильского колхоза имени Будённого были выделены около 100 га. Первоначально посёлок назывался «Соцгородок», но в 1949 г. был переименован в посёлок Черноморский (его название было заимствовано у названия нефтегазодобывающего треста «Черноморнефть»). Трест был создан на базе нефтяных месторождений «Зыбза» и «Кипячая». Уже в 1948 г. трест находился на первом месте по добыче нефти в объединении «Краснодарнефть».

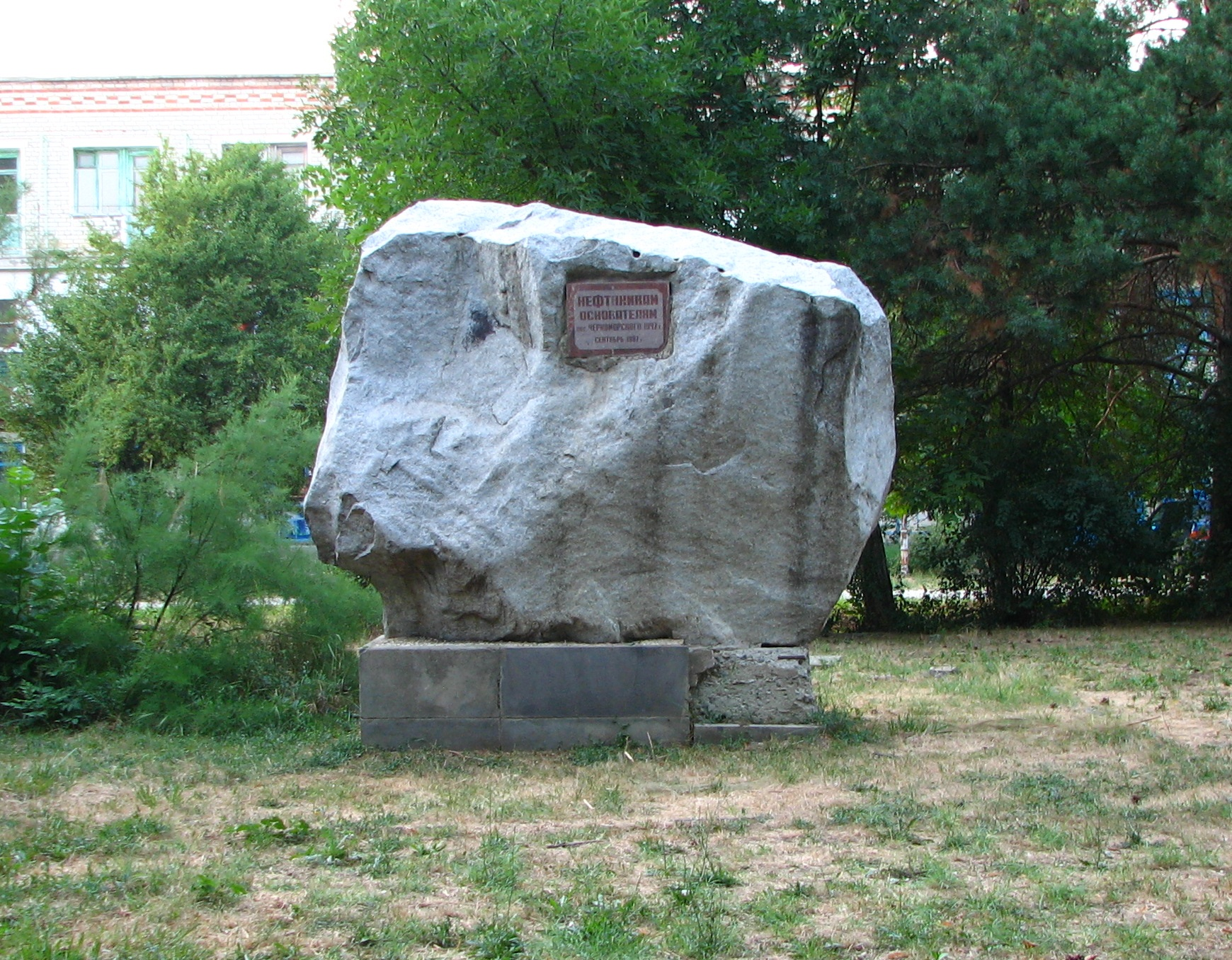
Памятник нефтяникам-основателям посёлка, установленный в 1987 г.

Центр посёлка располагался между станицами Ильской и Холмской, вблизи Гнилой балки — небольшого ерика, местность вокруг которого была низкой и заболоченной. Строительство велось преимущественно в направлении гор, что привело к удалённости посёлка от железной дороги. Кроме того, трасса «Краснодар-Новороссийск» также оказалась удалена от центра посёлка почти на 1 км. Строителями посёлка были не только рабочие, но также пленные немцы и румыны, а также заключённые, проживавшие на южном краю посёлка в специальном посёлке Лагерном. Название «зона» и сейчас ассоциируется у жителей посёлка с частью, расположенной ближе к горам (за поселковой больницей).
Наиболее значимые социальные объекты посёлка — рынок и расположенные близко к нему автостанция, комбинат бытового обслуживания населения (КБО), котельная, галерея магазинов, комплекс зданий нефтегазодобывающего управления (НГДУ) «Черноморнефть» и поселкового совета народных депутатов, учкомбината НГДУ, хлебозавода, старейшей школы № 21, поселкового дома культуры — образовали центр посёлка, который сохраняет свой вид уже на протяжении 50 лет.
Основные вехи развития посёлка:
- 1947 год — организован отдел рабочего снабжения (ОРС); открылся детский сад № 28 «Ромашка».
- 1948 год — открылся врачебный участок, позже — участковая больница, медсанчасть при НГДУ (с 1952 года), вечерняя школа медсестер (1957—1959 года), Черноморская районная больница (с 1982 года); открылся хлебозавод № 1 по улице Толстого, 1; открылся ремонтно-механический цех (РМЦ) для обслуживания внутрискважинного оборудования; открывается школа № 21.
- 1949 год — избран первый состав поселкового Совета народных депутатов (55 чел.).
- 2 октября 1950 года — открылась школа № 51.
- 1 сентября 1951 года — открылась школа № 46. В этом же году открылся Дом культуры нефтяников.
- 1955 год — построен стадион «Труд» (позже — «Спартак», «Черноморец») на 5000 мест.
- 1957 год — построен открытый плавательный бассейн 35×75 м и лодочный пруд; открыт вечерний монтажный техникум для подготовки специалистов нефтегазового комплекса.
- 1961 год — открыт клуб юных техников.
- 1962 год — создан спортивный клуб «Черноморец», открыт летний кинотеатр на 1200 мест.
- 1964 год — открыт профилакторий для отдыха и оздоровления работников нефтегазового комплекса.
- 1966 год — открыто поселковое отделение милиции.
- 1968 год — открыта поселковая библиотека; организована ЛЭС для обслуживания газопроводов.
- 1971 год — открыта детская школа искусств.
- 1973 год — организована тампонажная контора объединения «Кубаньгазпром».
- 1975 год — создан Совет ветеранов; началось строительство турбазы «Филя».
- 1992 год — построен водозабор из Крюковского водохранилища для снабжения посёлка.

С 11 февраля 1963 года по 30 декабря 1966 года посёлок входил в состав Абинского промышленного района.

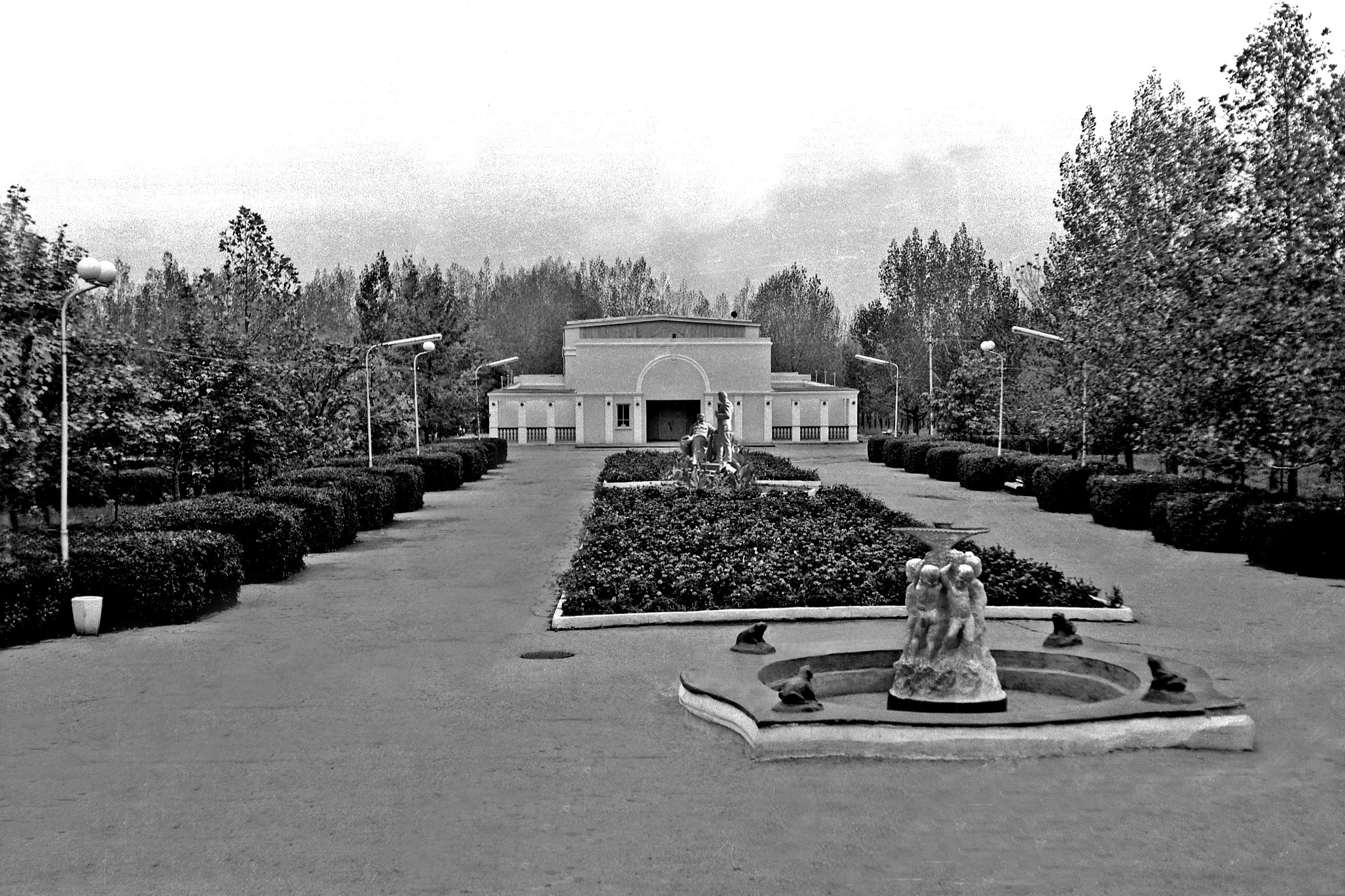
Парк им. Горького (архив)

Активное озеленение посёлка (большую роль в этом сыграла работа поселкового ЖКХ, в котором работало до 300 человек), привело к характерному виду его главных улиц — два ряда деревьев по обеим сторонам улицы смыкаются над ней, образуя зелёный шатер. В посёлке есть два сквера — один из них посвящён победе в Великой Отечественной войне. Здесь располагается памятник советским воинам, погибших в боях с фашистскими захватчиками в 1943 г. Второй сквер расположен напротив здания поселковой администрации, в нём установлены памятники В. И. Ленину и основателям посёлка, расположены три фонтана, каменная горка, беседки и бомбоубежище. Поселковый парк имени Горького, расположенный за домом культуры, в настоящее время пришёл в запустение, а в советское время включал в себя летний кинотеатр, открытый бассейн, лодочную станцию, карусель, танцплощадку, ухоженную главную платановую аллею со скульптурными группами. В 1986 году был посёлок Черноморский признан лучшим в крае по благоустройству и озеленению.

## Архивные фотографии посёлка

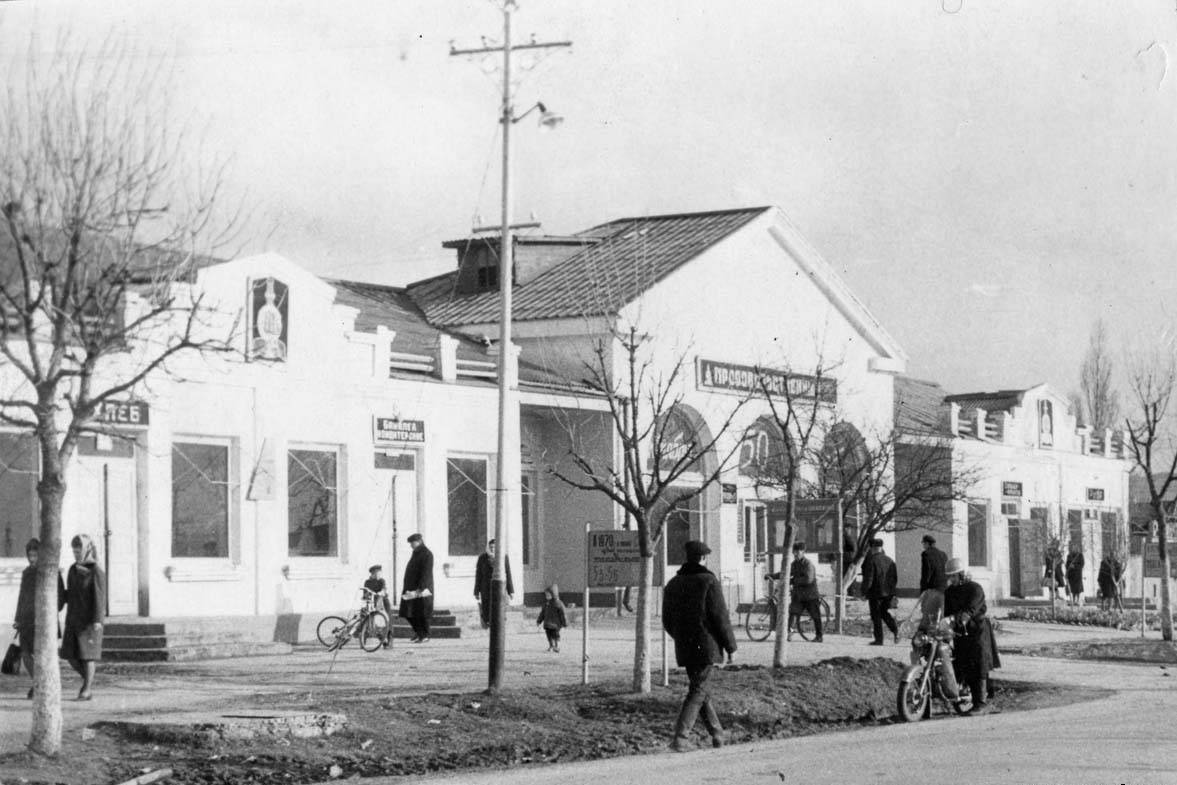
Галерея магазинов
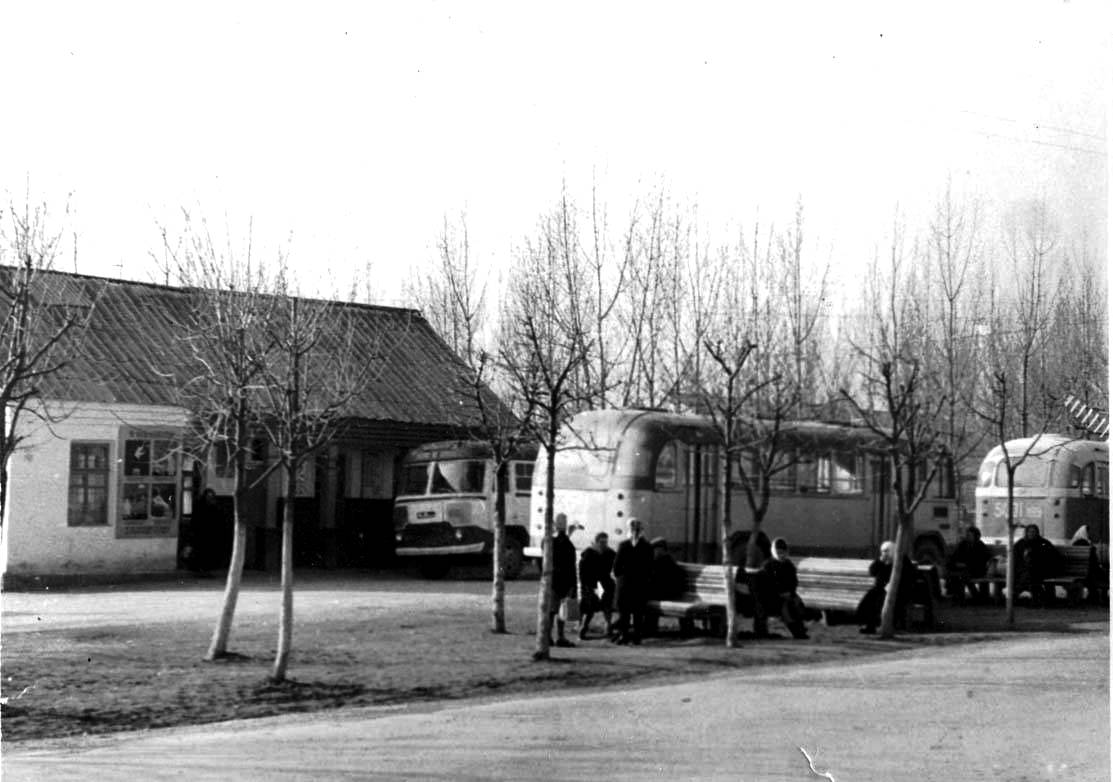
Автостанция
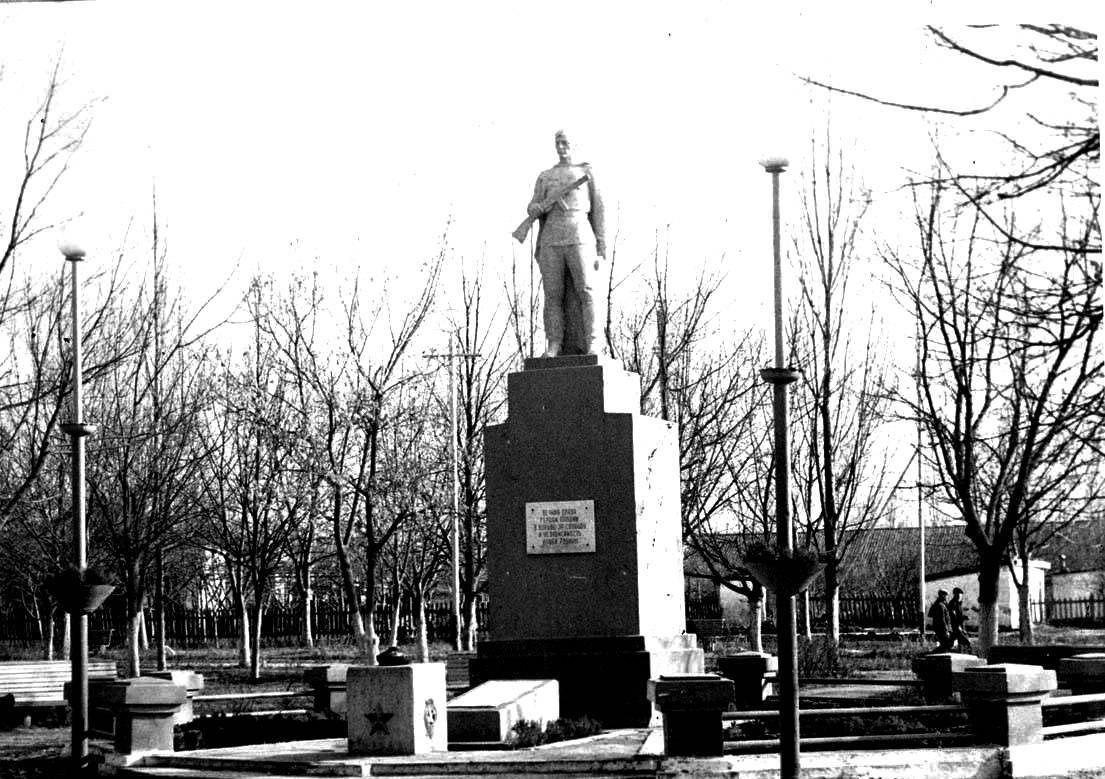
Памятник Неизвестному солдату
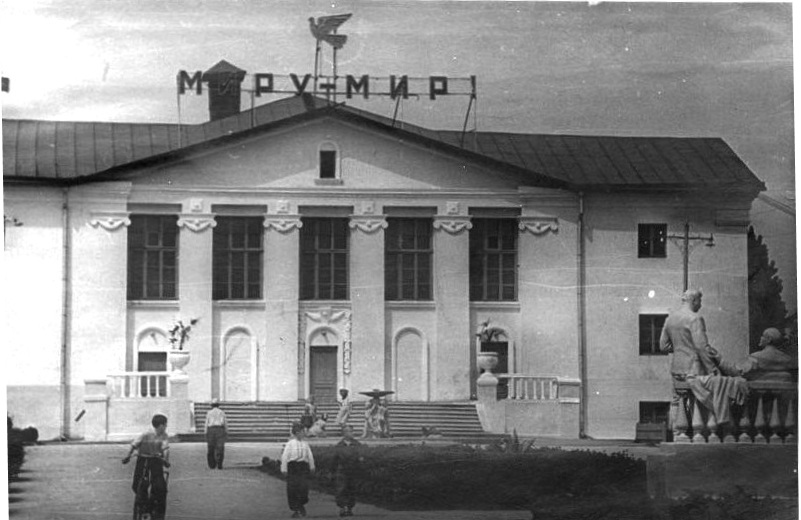
Дом культуры нефтяников
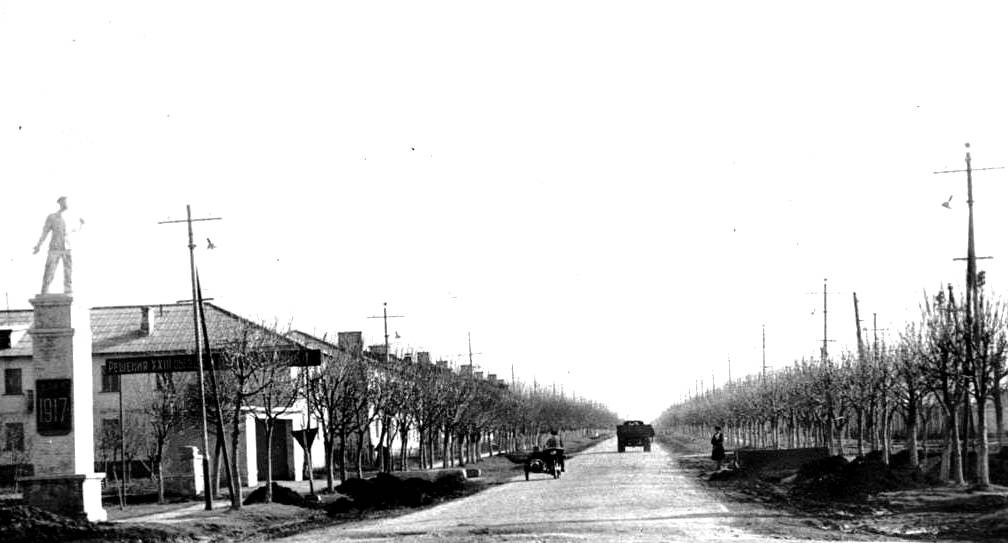
Въезд в посёлок
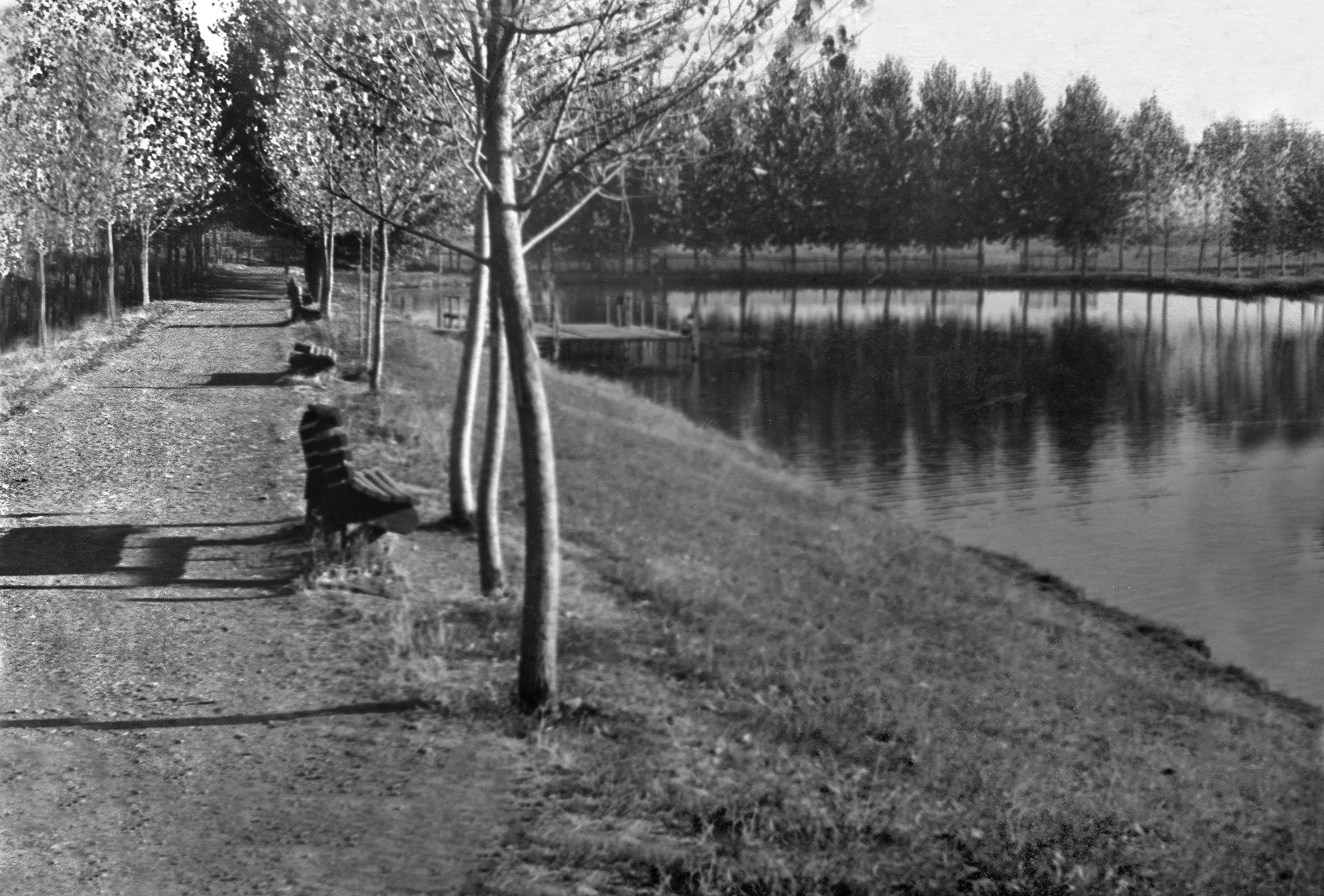
Лодочный пруд
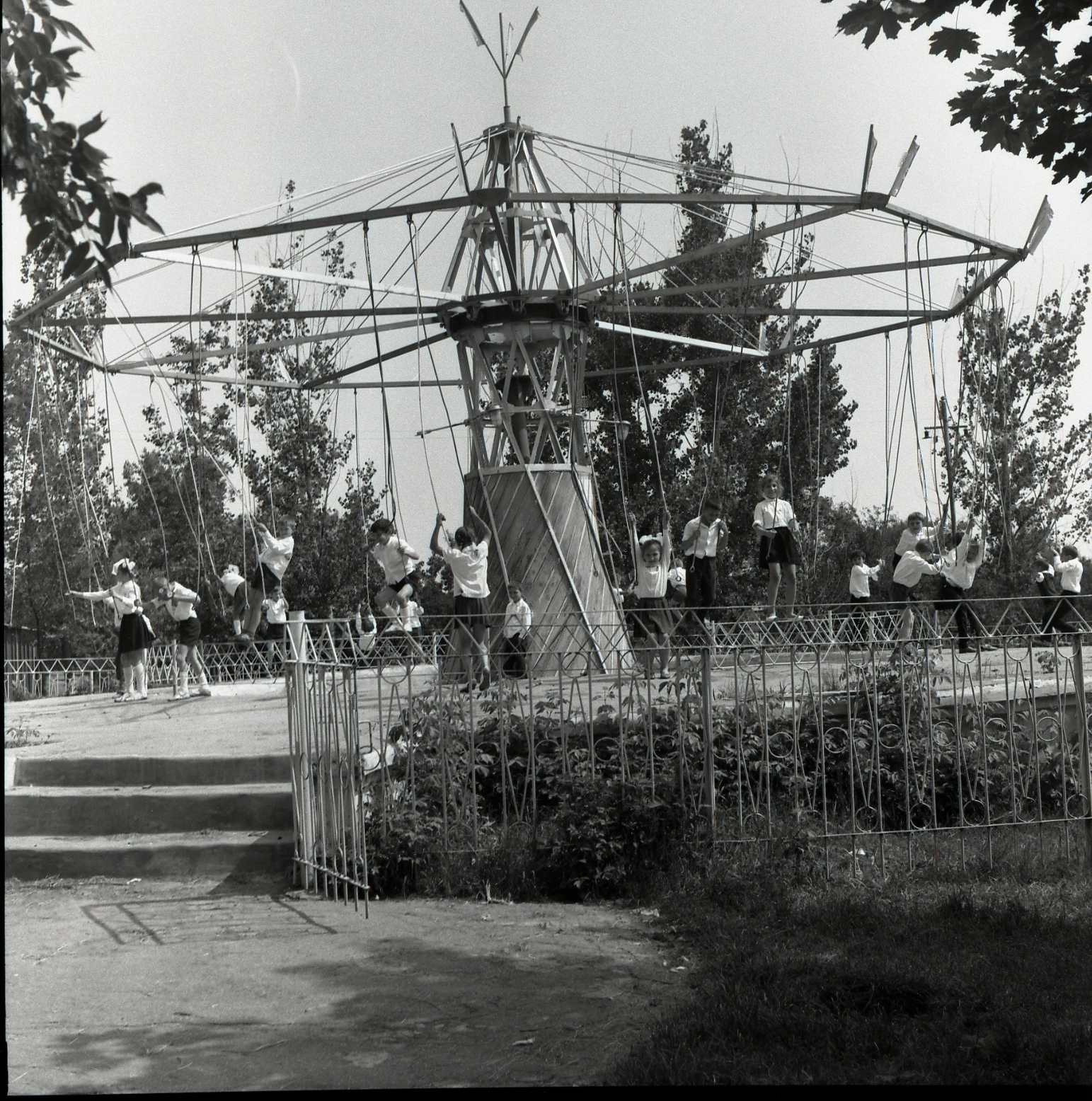
Карусель в парке
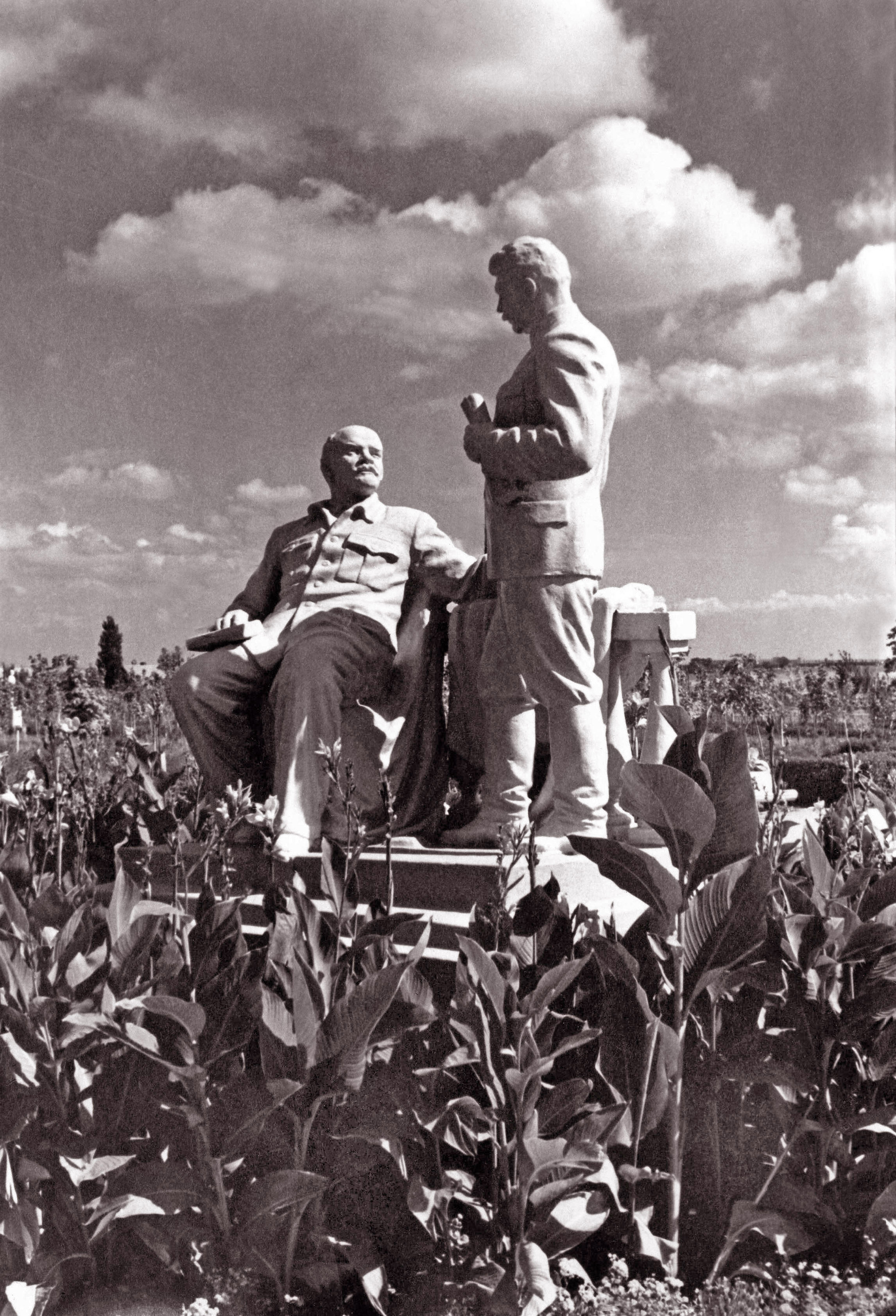
Памятник Ленину и Сталину
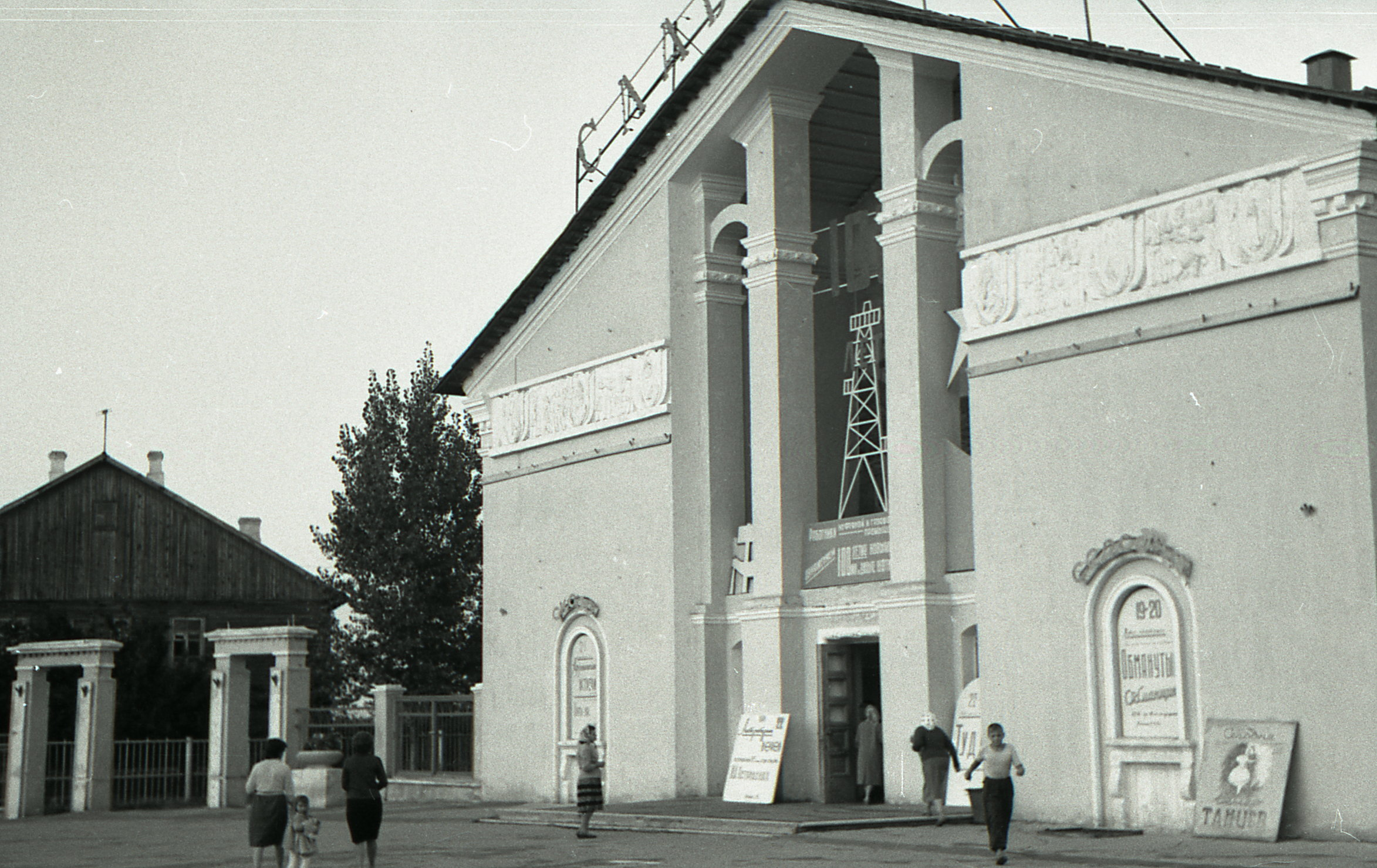
Дом культуры и вход в парк
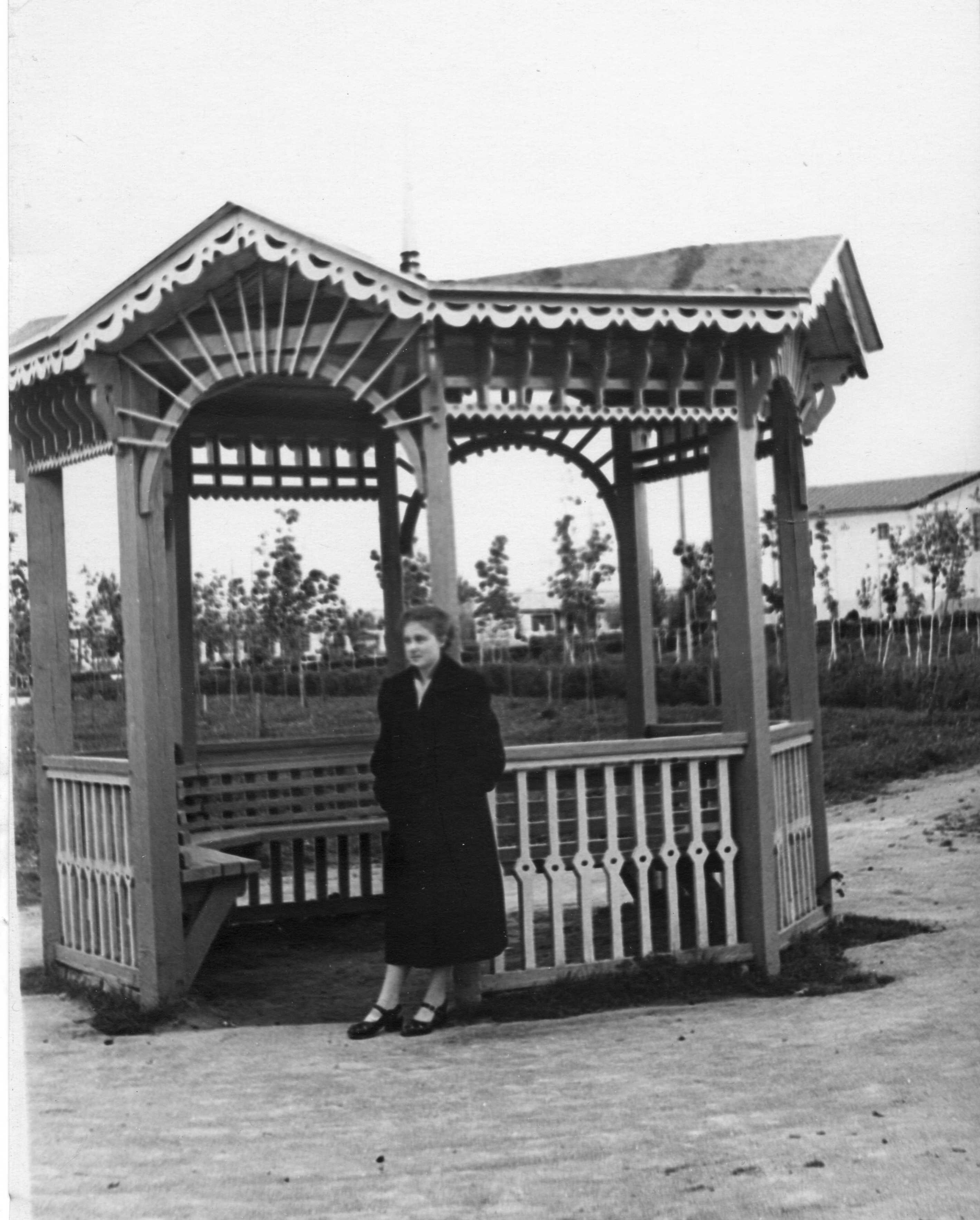
Беседка в парке

## Население
| 1959   | 1970  | 1979  | 1989  | 2002  | 2009  | 2010  |
| ------ | ----- | ----- | ----- | ----- | ----- | ----- |
| 10 110 | ↘8081 | ↗8181 | ↗8398 | ↘8346 | ↘8164 | ↗8626 |
| 2012   | 2013  | 2014  | 2015  | 2016  | 2017  | 2018  |
| ↘8592  | ↘8565 | ↘8555 | ↘8512 | ↘8471 | ↘8419 | ↘8403 |
| 2019   | 2020  | 2021  | 2023  |       |       |       |
| ↗8408  | ↘8368 | ↗8574 | ↘8504 |       |       |       |

## Флаг посёлка
Символика флага Черноморского поселения многозначна. Нефтяной фонтан отражает уникальные природные ресурсы и основу экономической деятельности жителей (предприятия по добыче, хранению и переработке нефти). Семь звёзд — символ семи населённых пунктов, входящих в состав поселения. Звёзды — символ путеводности, вечности. Жёлтая сдвоенная полоса символизирует дороги, являющиеся связующей нитью в социально-экономической жизни поселения. Зелёный цвет символизирует весну, здоровье, природу, молодость и надежду, жёлтый — урожай, богатство, солнечное тепло, чёрный — мудрость, скромность, честность.

## Климат
Территория посёлка относится к южной части переходных климатов умеренной зоны. Северную степную часть можно отнести к районам умеренно-континентального климата, а южную — горную часть — к районам тёплого, влажного климата предгорий.
Степная область характеризуется тем, что большая часть осадков выпадает летом. Сильные осадки (60 мм/сутки) возможны здесь ежегодно. Высокая повторяемость сильных ливней (2-3 раза в год) объясняется положением поселения на пути атмосферных фронтов, перемещающихся с севера и северо-запада к горам Кавказа, а также близостью Азовского и Чёрного морей. Среднегодовое количество осадков в среднем составляет 600 мм. Летом большая часть осадков выпадает в виде ливней, осенью и зимой наблюдаются затяжные моросящие дожди. Предгорья Западного Кавказа относятся к районам хорошего увлажнения. Среднегодовое количество осадков здесь достигает 900 мм. Высота снежного покрова достигает 20 см, он не устойчив и имеет прерывистый характер периодами по 10 дней, появляется в декабре и окончательно сходит в марте.
По данным Северской метеостанции, многолетняя среднегодовая температура воздуха составляет +11°С. Зимняя температура колеблется от +5 до −5°С, в «холодные» зимы температура может опускаться до −20 °С. Наиболее холодные месяцы — январь и февраль. Глубина промерзания почв не превышает 30 см. Лето сухое и жаркое, температура воздуха достигает +35°С. Продолжительность тёплого периода, с температурой выше +10°С, достигает 200 дней. Абсолютный максимум составляет +40°С.

## Полезные ископаемые

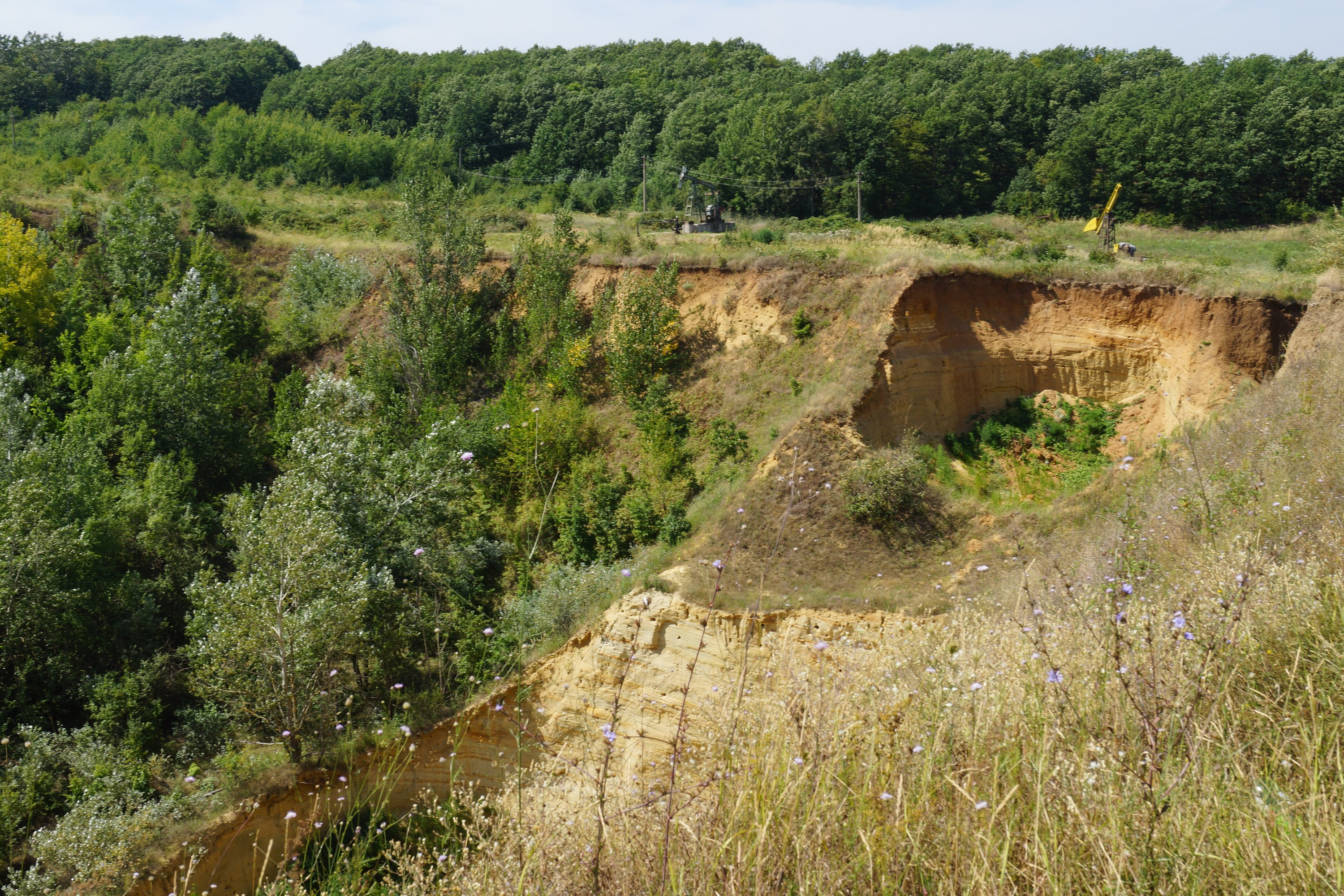
Карский песчаный карьер

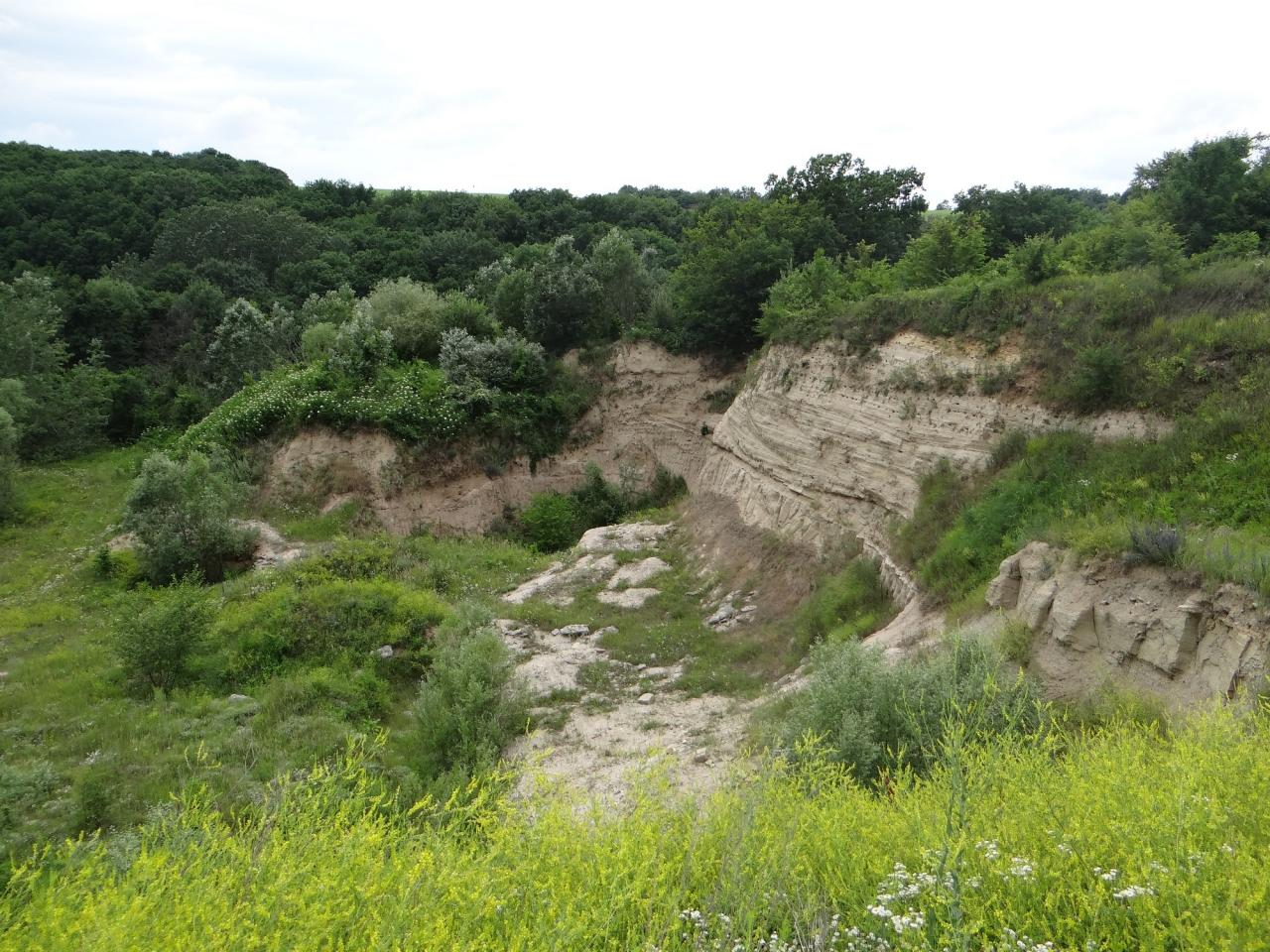
Карьер известняка-ракушечника, Кипячее месторождение

Полезными ископаемыми территории посёлка являются: нефть, попутный природный газ (месторождение «Зыбза-Глубокий Яр»), кирпично-черепичная глина (залегает в Новопетровском месторождении), строительный камень (известняк-ракушечник, Хабльское и Кипячее месторождения), источники минеральной воды (для принятия лечебных ванн).

## Сельское хозяйство
Сельскохозяйственная продукция в посёлке производится главным образом в личных подсобных хозяйствах и 14 крестьянских (фермерских) хозяйствах. В них содержится 320 голов крупного рогатого скота (из них 110 коров), 200 свиней, 500 овец и коз и около 5 тыс. голов птицы. В год производится до 1 тыс. т картофеля и 500 т овощей, 600 т молока.

## Предприятия и учреждения посёлка
РМНТК-Термические системы — научно-производственная компания, занимающаяся разработкой и внедрением новых технологий и оборудования для разработки нефтегазовых месторождений тепловыми и другими методами воздействия на пласт. Имеет завод по изготовлению нефтегазового оборудования, где производится комплекс термостойкого и блочно-модульного котельного оборудования для термических методов добычи.
Завод «Нефтетерммаш» — единственное машиностроительное предприятие в Северском районе. Начиналась его история как ремонтно-механический цех НГДУ «Черноморнефть», затем Центральная база производственного обслуживания и опытно-экспериментальный машиностроительный завод «Нефтетерммаш». НГДУ тогда входило в состав Всесоюзного объединения «Союзтермнефть» — научно-исследовательского и промышленного центра, главной задачей которого были разработка и создание оборудования для термических методов добычи нефти. В 1997 г. предприятие находилось на грани закрытия. Развитие предприятия связано с приходом нового генерального директора, М. В. Кузнецова: в 1999 г. завод выдал сертифицированную продукцию, а в 2001 году на заводе уже работали более пятисот человек. После фактического прекращения добычи нефти с использованием термических методов предприятие было переориентировано на сервисное обслуживание нефтедобывающих производств. В сентябре 2005 года на заводе открылся уникальный на юге России сервисный цех по производству и ремонту насосно-компрессорных труб. В 2006 г. предприятие было переименовано в ОАО «КНГ-Машзаводсервис». В настоящее время на заводе работают 260 человек. Основные направления деятельности: обслуживание объектов нефтедобычи, изготовление деталей и узлов для внутрискважинного и наземного оборудования, капитальный ремонт компрессоров, насосов, редукторов, насосно-компрессорных труб. Производственный потенциал предприятия позволяет осуществлять работы для сторонних заказчиков: изготовление запасных частей для агропромышленного комплекса, кузнечные работы.

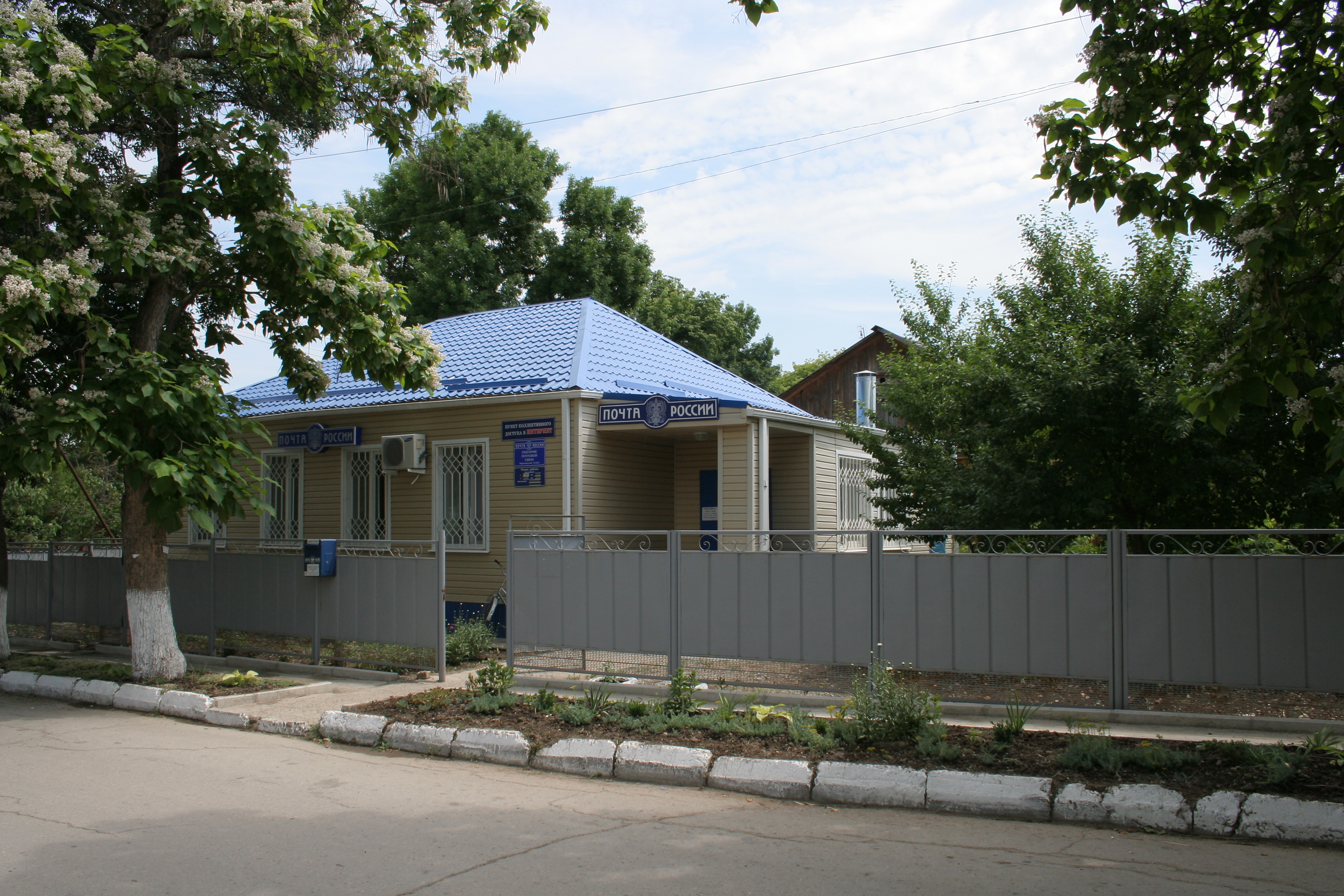
Отделение Почты России 353265

Тампонажная контора. Тампонажная контора объединения «Кубаньгазпром» организована 1 июня 1973 г. для цементирования газовых скважин. Ранее в состав конторы входили Армавирский, Ямбургский и Ново-Уренгойский цеха с вахтовым методом работы. В 1998 г. контора переименована в Управление технологического транспорта и спецтехники (УТТ и СТ).
ЖКХ. В 1947 г. при НГДУ был организован цех по поддержанию в рабочем состоянии жилищного фонда и инфраструктуры, благоустройству и озеленению посёлка. В 1980-е годы ЖКХ руководил Волков Егор Лаврентьевич. В 2009 г. предприятие было сформировано как ООО «Черноморский водоканал». Водоснабжение посёлка Черноморского осуществляется из подземного Крюковского водозабора (расположен в пределах одноимённого водохранилища). Для водопотребления используется Краснодарский водоносный горизонт. Водозабор состоит из 11 артезианских скважин (из них 3 работают). Вода из скважин подаётся в два приёмных резервуара ёмкостью 500 м³, где, пройдя обеззараживание на электролизной установке, по водоводу длиной 11,8 км подаётся в Черноморские резервуары. Они расположены возле х. Карский и включают в себя 2 ёмкости по 3 000 м³ каждая. Здесь расположена повысительная насосная станция для подачи воды на х. Карский и Кипячий.

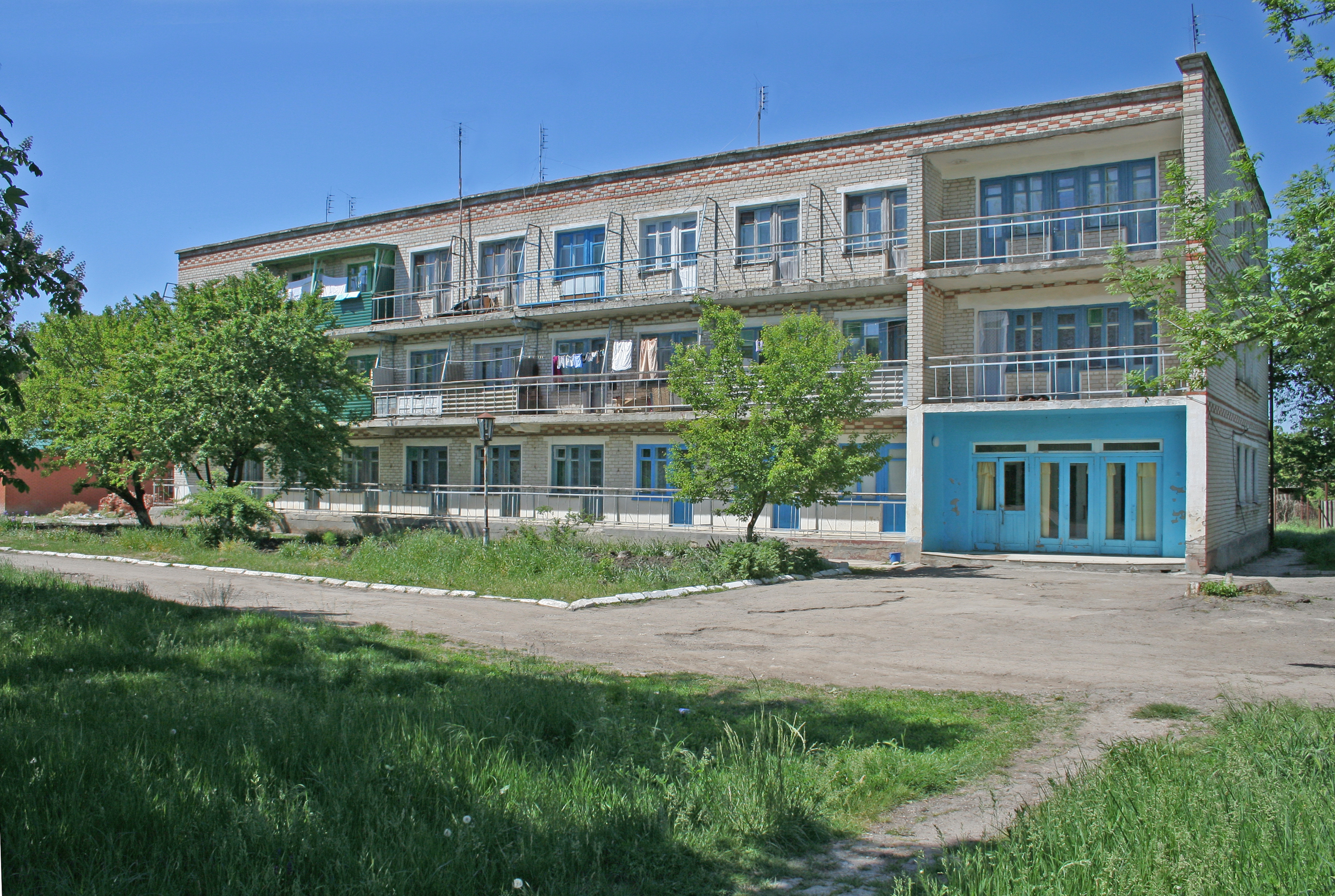
Общежитие для нефтяников

Хлебозавод № 1 ПАО «Афипский хлебокомбинат» вырабатывает более 100 наименований хлебобулочных, сухарных и кондитерских изделий, которые реализуются на территории Краснодарского и Ставропольского краев и Ростовской области, и имеет собственную торговую сеть в Северском районе. Продукция хлебокомбината изготавливается на 95 % из сырья, производимого на территории Краснодарского края и отличается высоким качеством. Хлебокомбинат с 2002 года — постоянный участник ежегодной Всероссийской агропромышленной выставки «Золотая осень» в г. Москва.
ООО «Строительные материалы и конструкции» (цех ЖБИ). Предприятие занимается производством кирпича на собственном кирпично-черепичном цехе, построенном в 1993 г. (до 5 млн шт. в год) из сырья Новопетровского месторождения, а также изготовлением железобетонных конструкций. Расположено около станции Хабль.
Дилерский центр автомобилей Scania. ООО «Краснодар-Скан» (образован в 2008 г.) является официальным дилером шведского концерна «Скания» и занимается продажей, ремонтом и обслуживанием грузовой техники, автобусов, промышленных и морских двигателей. Дилерский центр имеет собственный эвакуатор и склад оригинальных запасных частей. Ранее на месте центра располагалась Черноморская автотранспортная колонна, образованная в 1968 г.
Отделения почтовой связи На территории посёлка два объекта федеральной почтовой связи: 353265 Черноморский, улица Мира, 30 и 353266 пос. Черноморский, ул. Кавказская, 18. В первом имеется пункт коллективного доступа в интернет.
Черноморская ЛЭС «Кубаньгазпром» — линейно-эксплуатационная станция по Краснодарскому краю (создана в 1968 г.).
Профилакторий начал работу в 1964 г. в здании общежития, а в 1967 г. переехал в собственное здание. С 1999 г. передан в подчинение департаменту по социальной защите и называется "Северский центр социальной помощи «Надежда». Здесь проходят реабилитацию дети 3-18 лет из малообеспеченных и многодетных семей, дети с ограниченными возможностями, состоящие на диспансерном учёте со всего района. За год реабилитацию проходят около 300 детей. В центре работает около 60 человек.
Библиотека, в посёлке действует два филиала № 17 и 18 (детский) «Межпоселенческая библиотека». Их суммарный книжный фонд составляет 27 тыс. экз., а число постоянных читателей — более 1000. Библиотека имеет читальный зал и расположена в здании учкомбината.

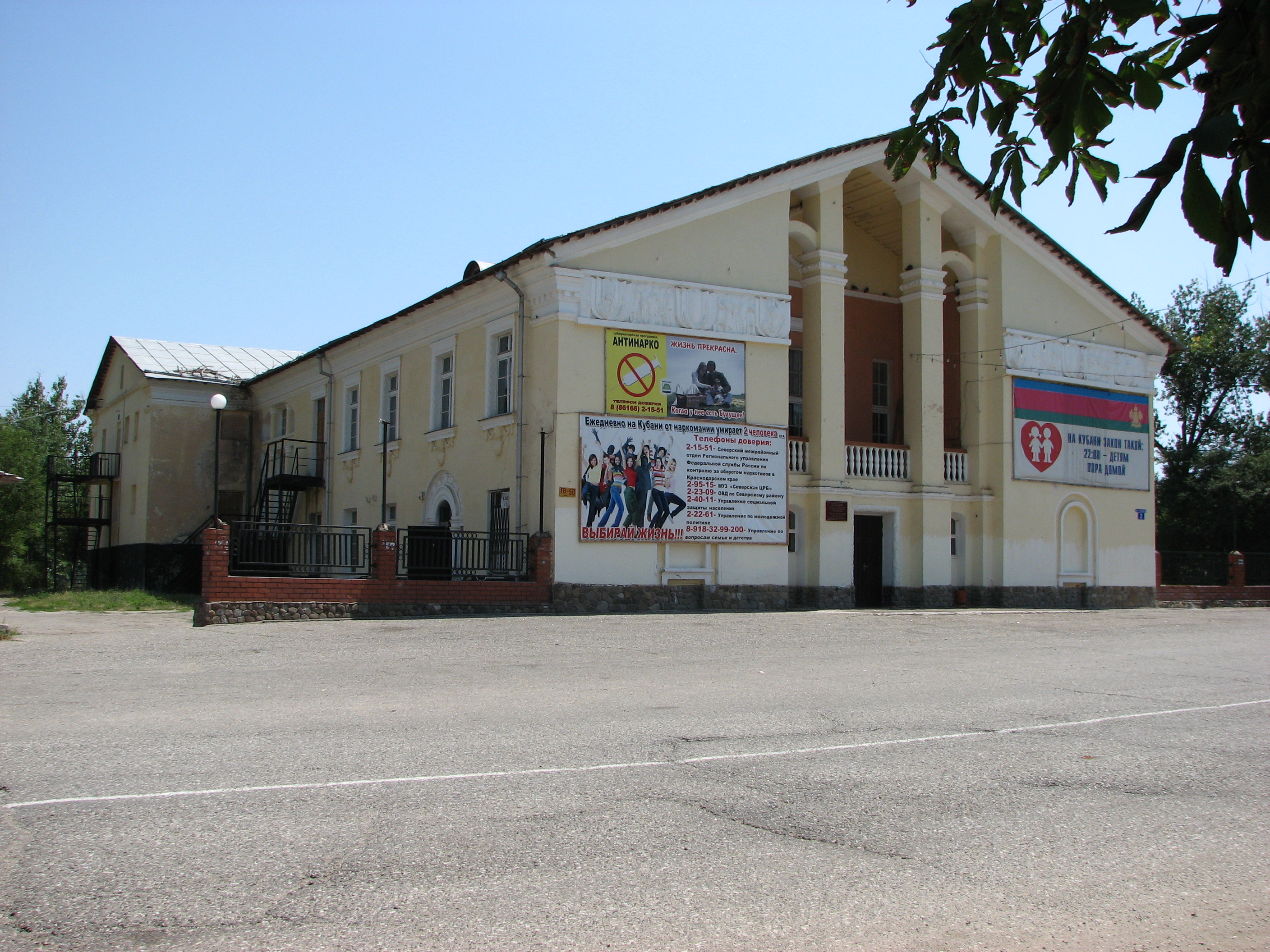
Дом культуры нефтяников

Дом культуры нефтяников. 31 декабря 1951 года население посёлка встретило Новый год в новом здании Дома культуры нефтяников. В нём два зала большой и малый. Здесь действует более 10 коллективов народного творчества и клубов по интересам, в том числе народный хор «Родник» и хор «Ветеран». Этот хор действует уже более 20 лет и в 2010 году стал Лауреатом на краевом смотре-конкурсе «Не стареет душа ветеранов».
Приют «Журавушка». Северский социальный приют для детей и подростков «Журавушка», расположенный в посёлке, действует с 1996 года и обеспечивает реабилитацию детей-сирот и детей из малообеспеченных семей. За год здесь проходят реабилитацию более 100 детей из Северского района без отрыва от школьного обучения (в школе № 46). В приюте работают более 70 сотрудников.
Гостиница «Авто-Мир», п. Черноморский, ул. Суворова, д.43, тел. 2-63-70.
Православный приход Свято-Михаило-Архангельского храма (Екатеринодарская и Кубанская епархия), п. Черноморский, ул. Ленина, д.16.

## Черноморская водолечебница

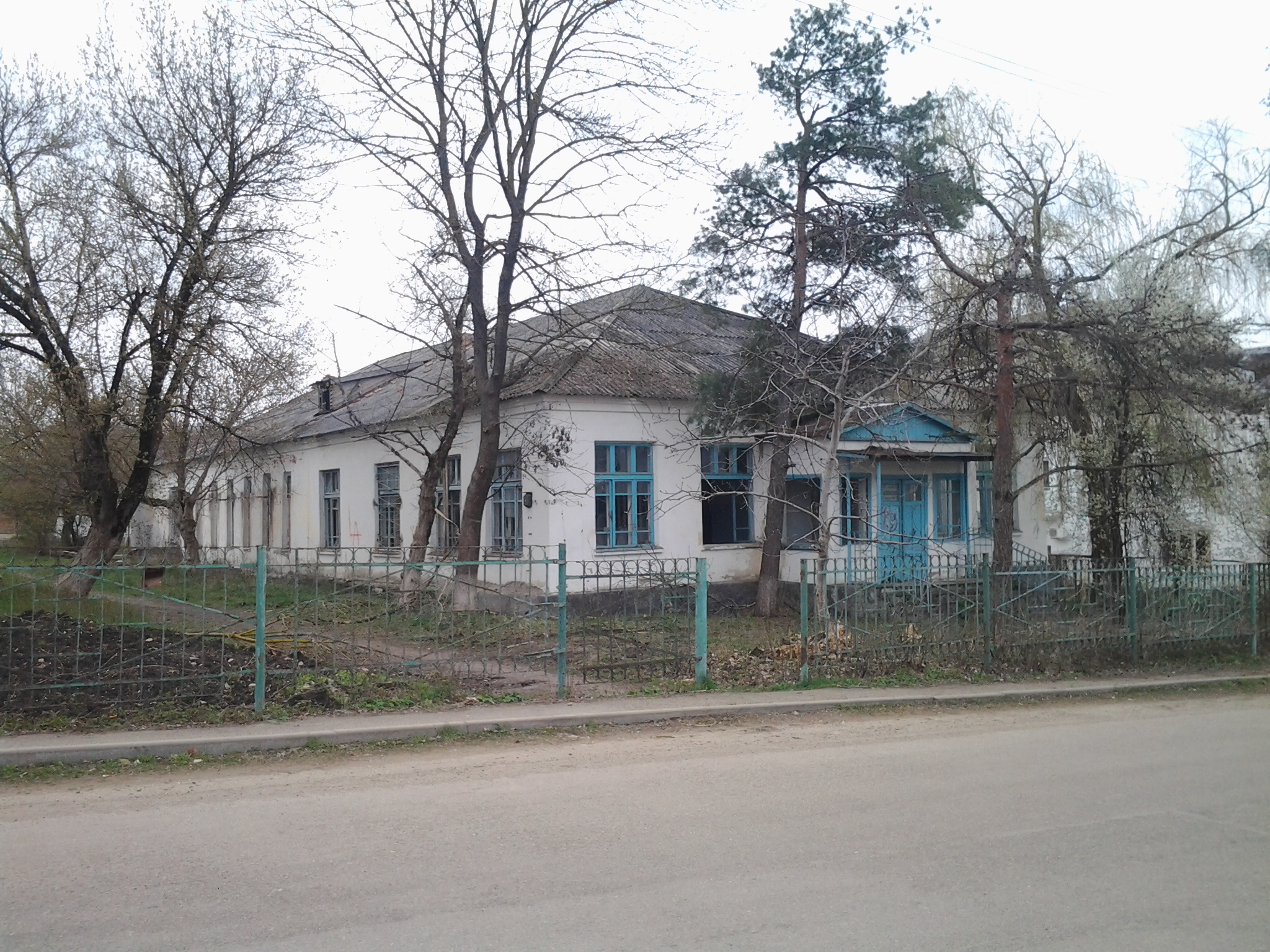
Здание водолечебницы

В 1949 году в посёлке Черноморском открылась водолечебница, в которой использовались местные геотермальные воды. Они содержали йодобромные микроэлементы в концентрации. Каждый год на лечение в Черноморский приезжали до 12 тысяч человек со всего Советского Союза. В 2006 году водолечебница прекратила своё существование из-за отсутствия необходимых средств на её капитальный ремонт и бурение новых и ремонт старых скважин.

## Музеи

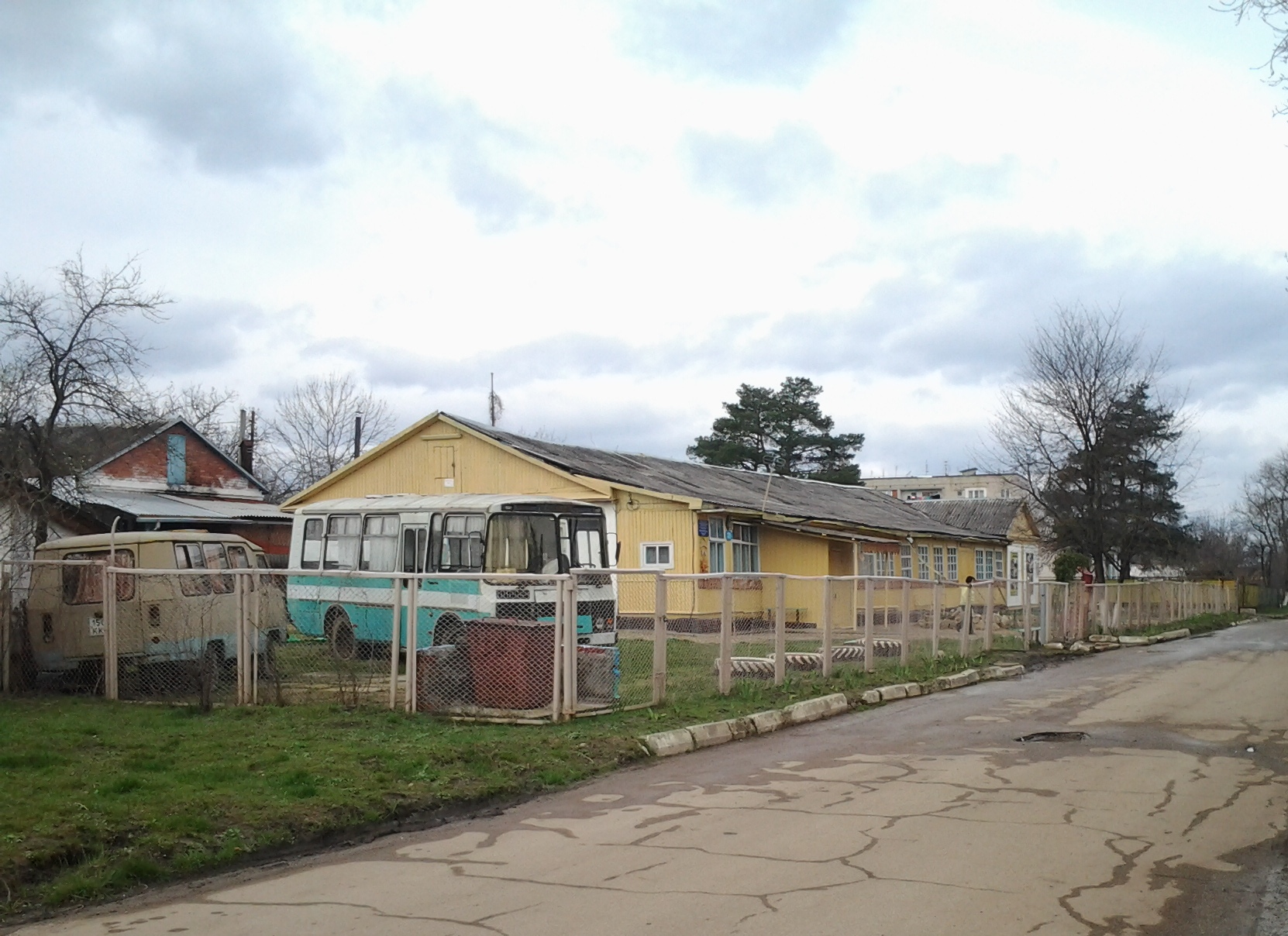
Клуб юных техников

На базе центра при поддержке краевой общественной организации «Щит и меч» в 2015 году создан военный музей. Его экспонаты — находки с мест боев Великой Отечественной войны, проходивших на территории Северского, Абинского и Крымского районов. Среди них — оружие, личные вещи солдат, а также фрагменты самолёта Ил-2, сбитого в августе 1943 года в Крымском районе.

## Микрорайон Солнечный

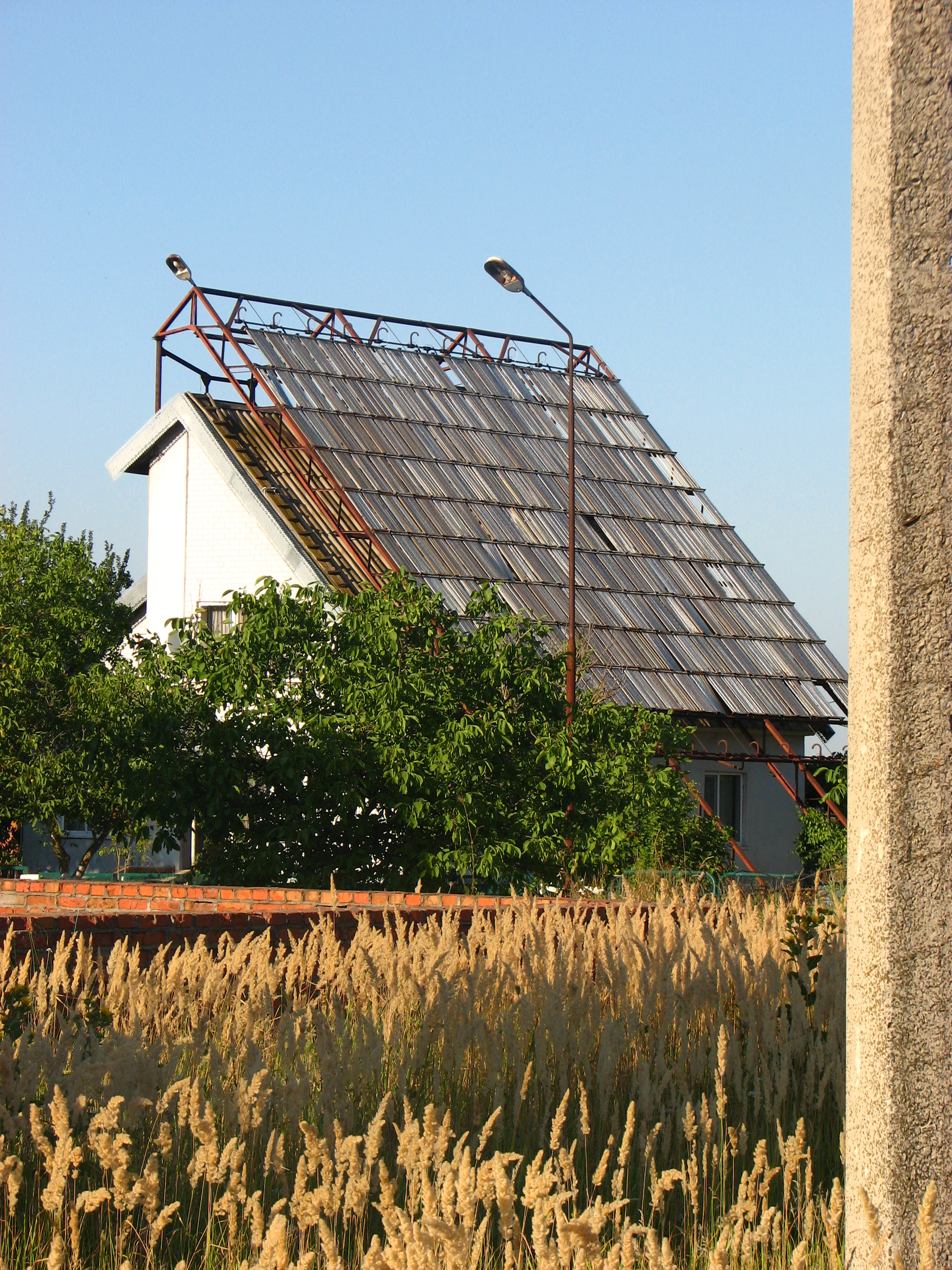
Дом с солнечными батареями

В 1980-е годы посёлок Черноморский стал местом масштабного эксперимента по использованию солнечной энергии. В 1979 году завод «Сатурн» представил в Краснодарском доме союзов — проект микрорайона с 54 двухэтажными жилыми домами с солнечными коллекторами, детским садом на 150 мест, кафе, продуктовым и хозяйственным магазинами, почтой, сберкассой, комплексом по ведению подсобного хозяйства по разведению овец, коров, свиней, очистными сооружениями, зимним спортивным комплексом. С апреля 1980 года началось строительство первых зданий, в 1982 году построили первые три дома. Каждый дом позволял получать 18-20 кВт*ч электроэнергии в сутки при собственном расходе 3-5 кВт*ч. Остаток направлялся в сеть посёлка. К 1987 году построили уже 8 домов, но в перестройку проект был свёрнут. Оставшиеся коллекторы проработали до 1997 года, когда оборудование (аккумуляторные батареи) было демонтировано и вывезено на завод «Сатурн».
Кроме того, в 1980-е годы оборудование с солнечными батареями применялось при добыче нефти на буровой установке площадки Зыбза.

## Панорама гор

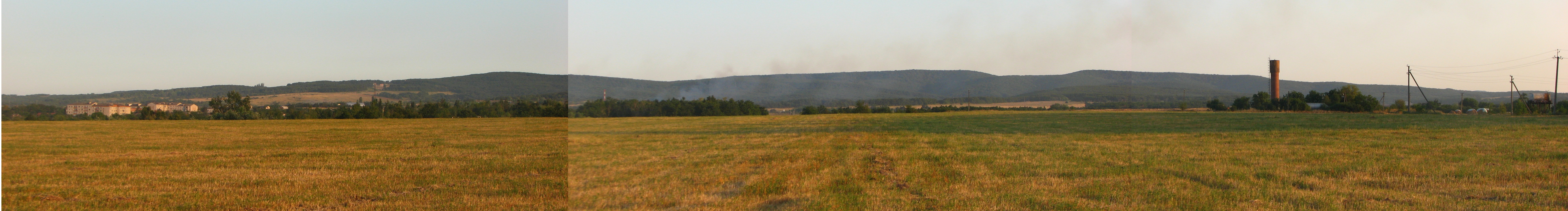
Панорама гор в окрестностях пос. Черноморского: справа - Песчаный хребет (урочище Волчьи Ворота), слева - хребет Длинная Гора

## Галерея

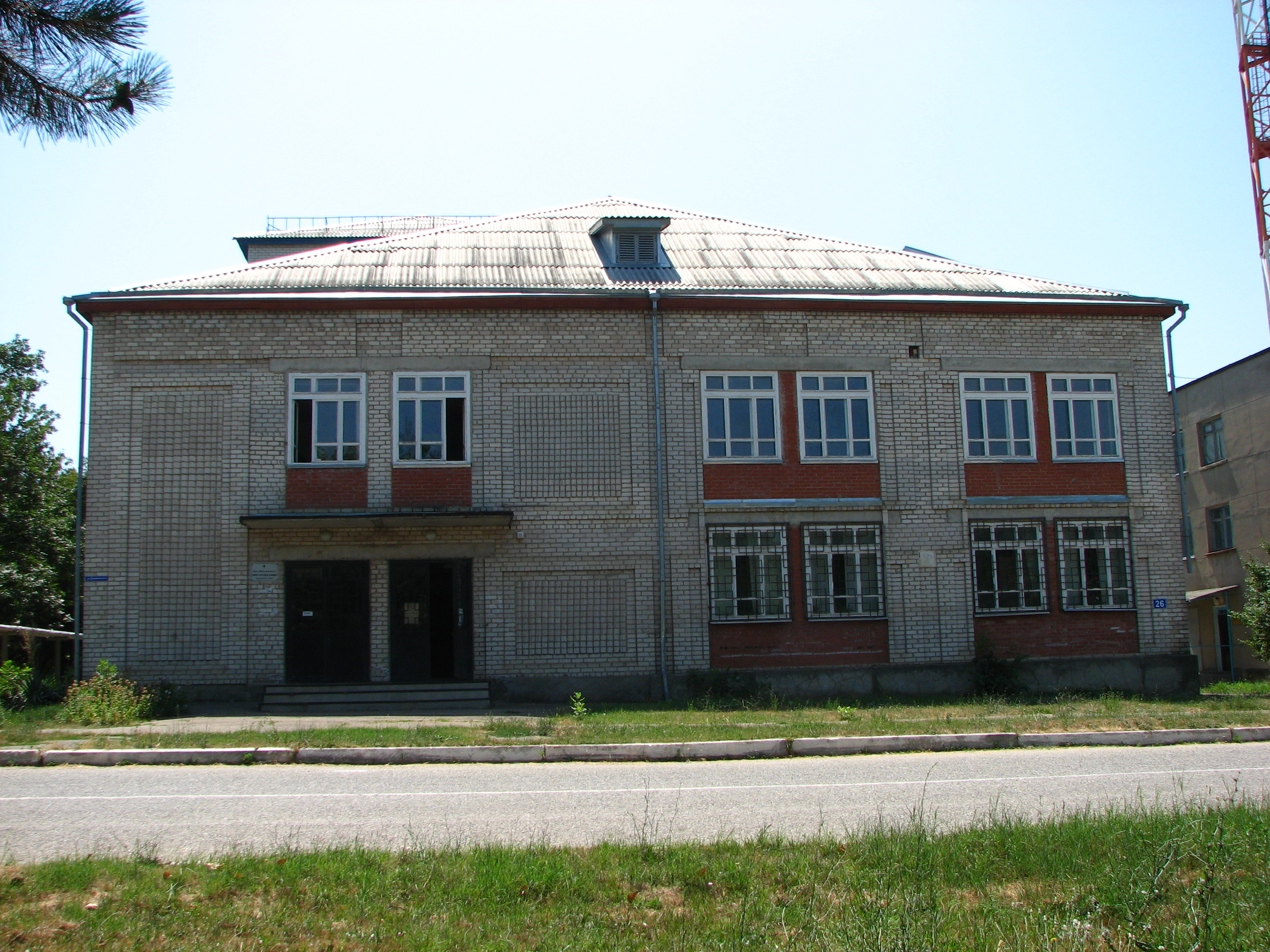
Учкомбинат НГДУ «Черноморнефть» и поселковая библиотека
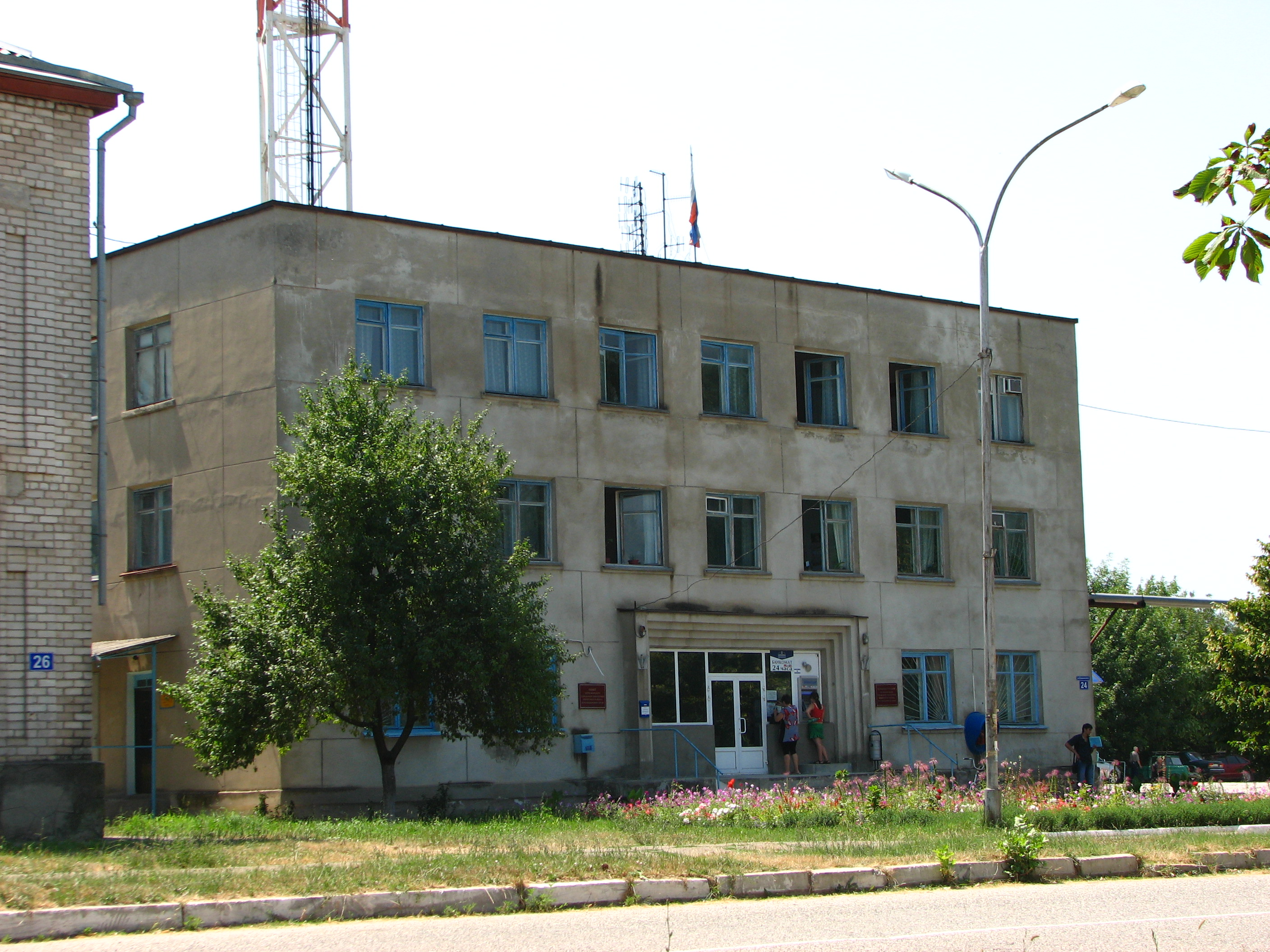
Здание Администрации Черноморского городского поселения
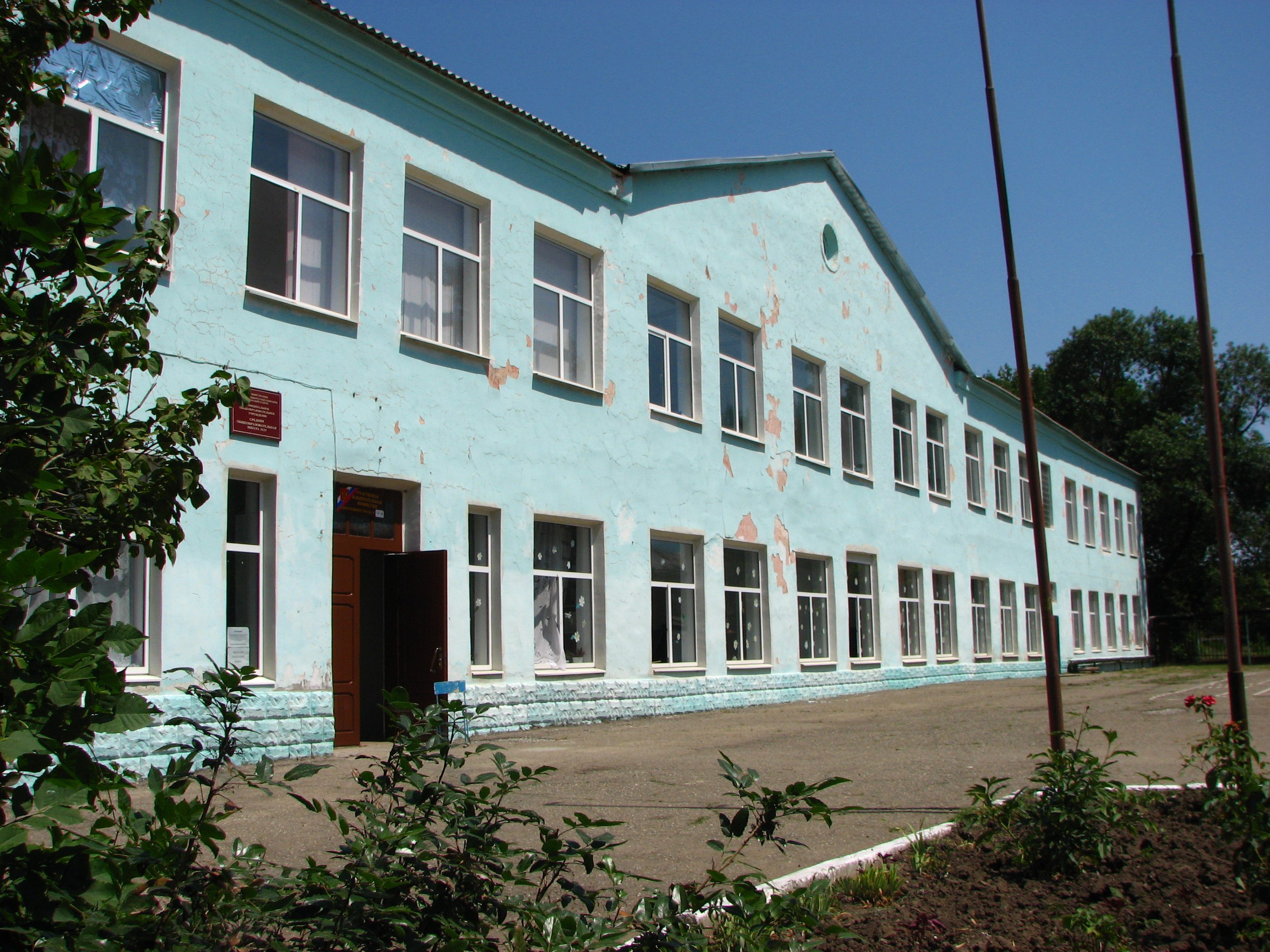
Средняя школа № 21
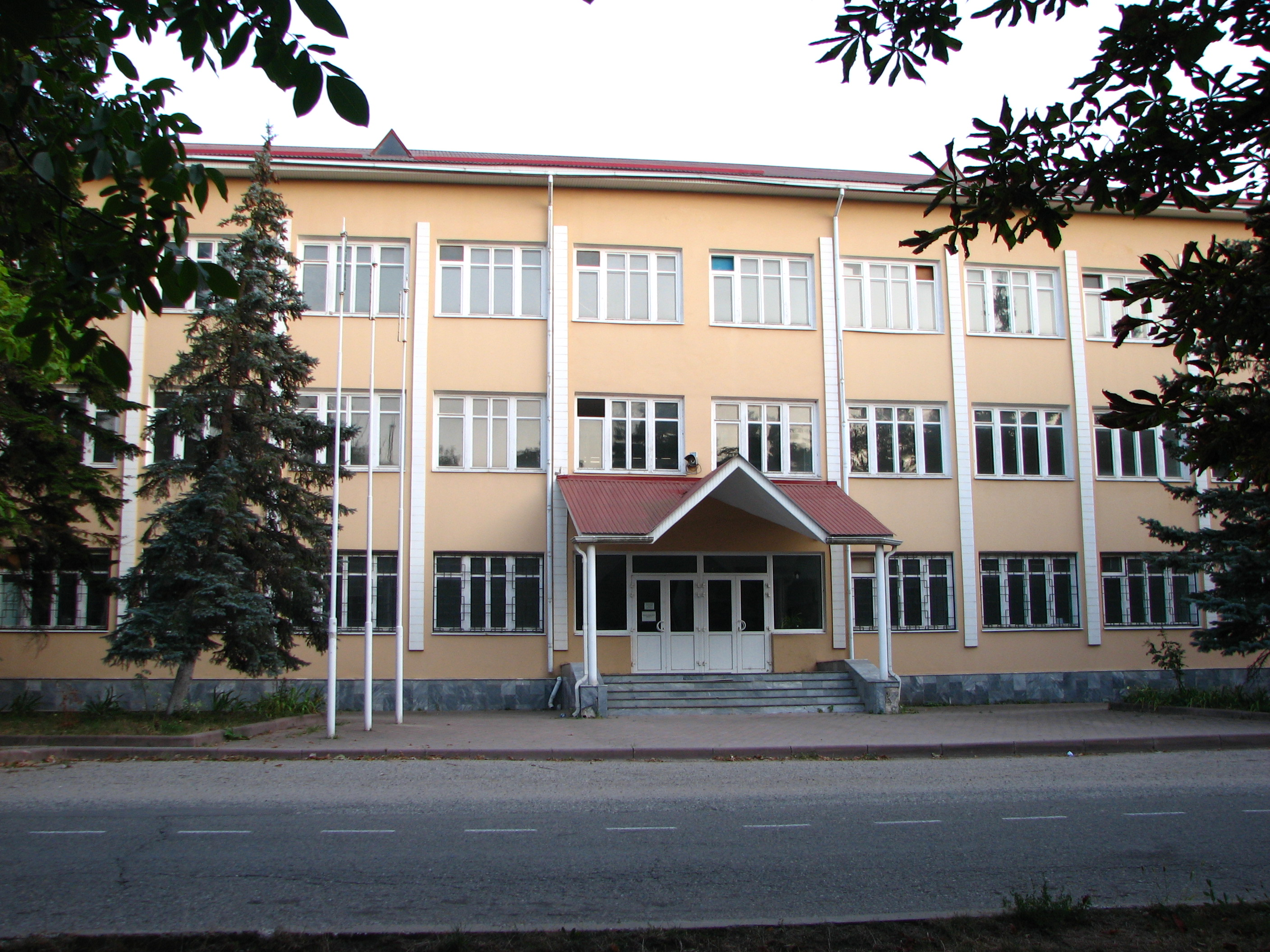
Бывшее здание НГДУ "Черноморнефть"
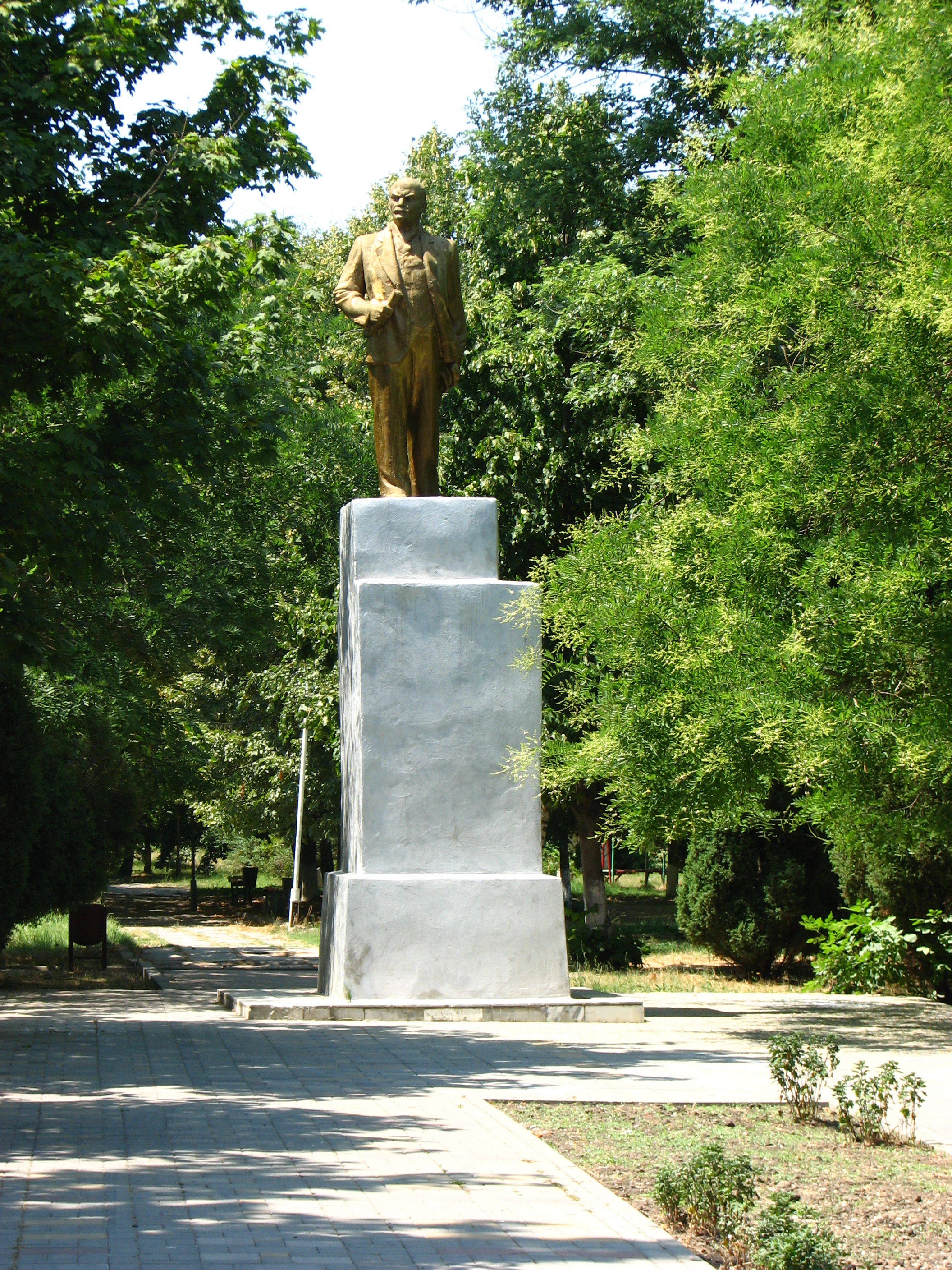
Памятник В. И. Ленину (вид со стороны ДК)
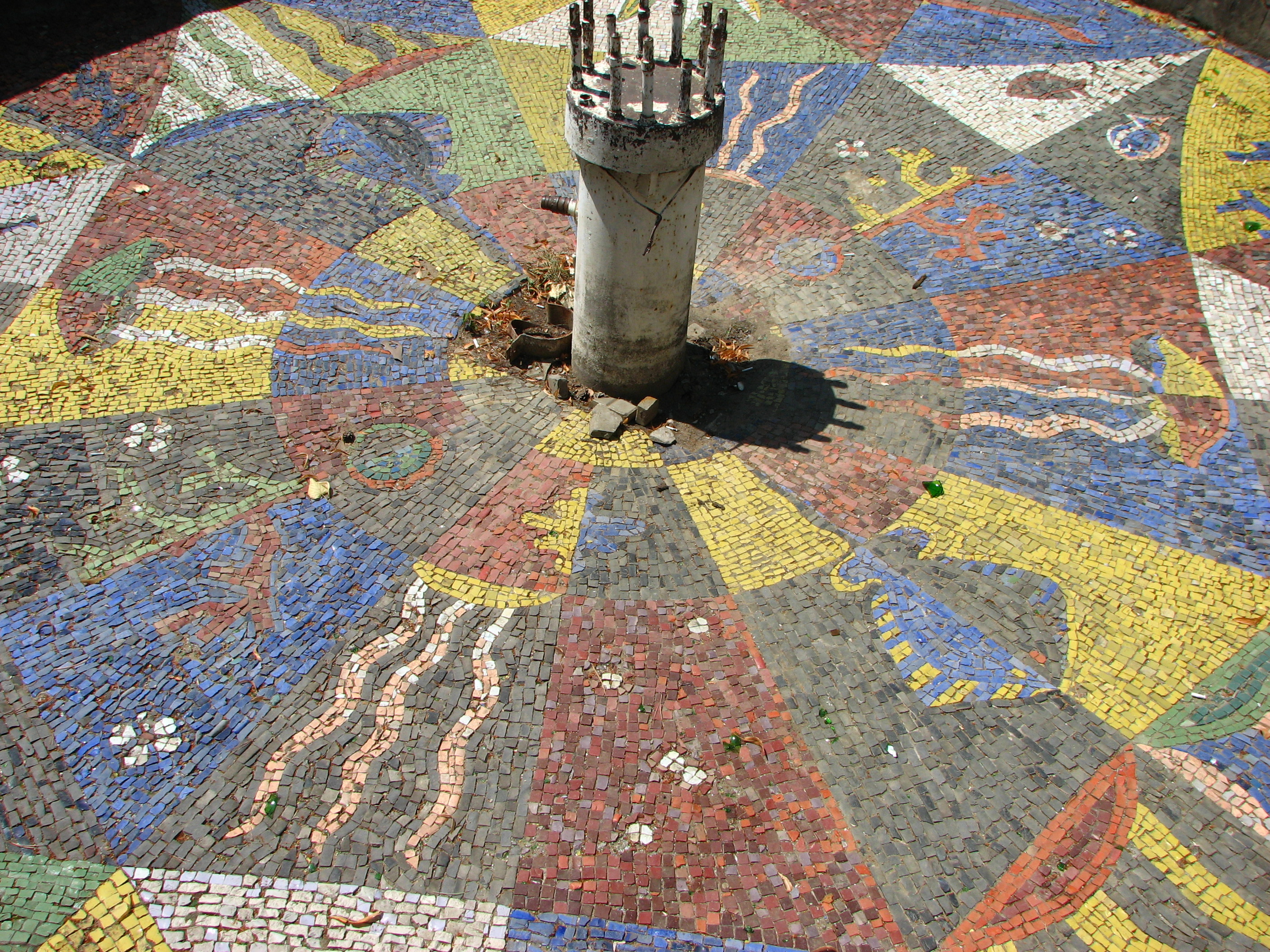
Мозаика на дне фонтана сквере им. В. И. Ленина
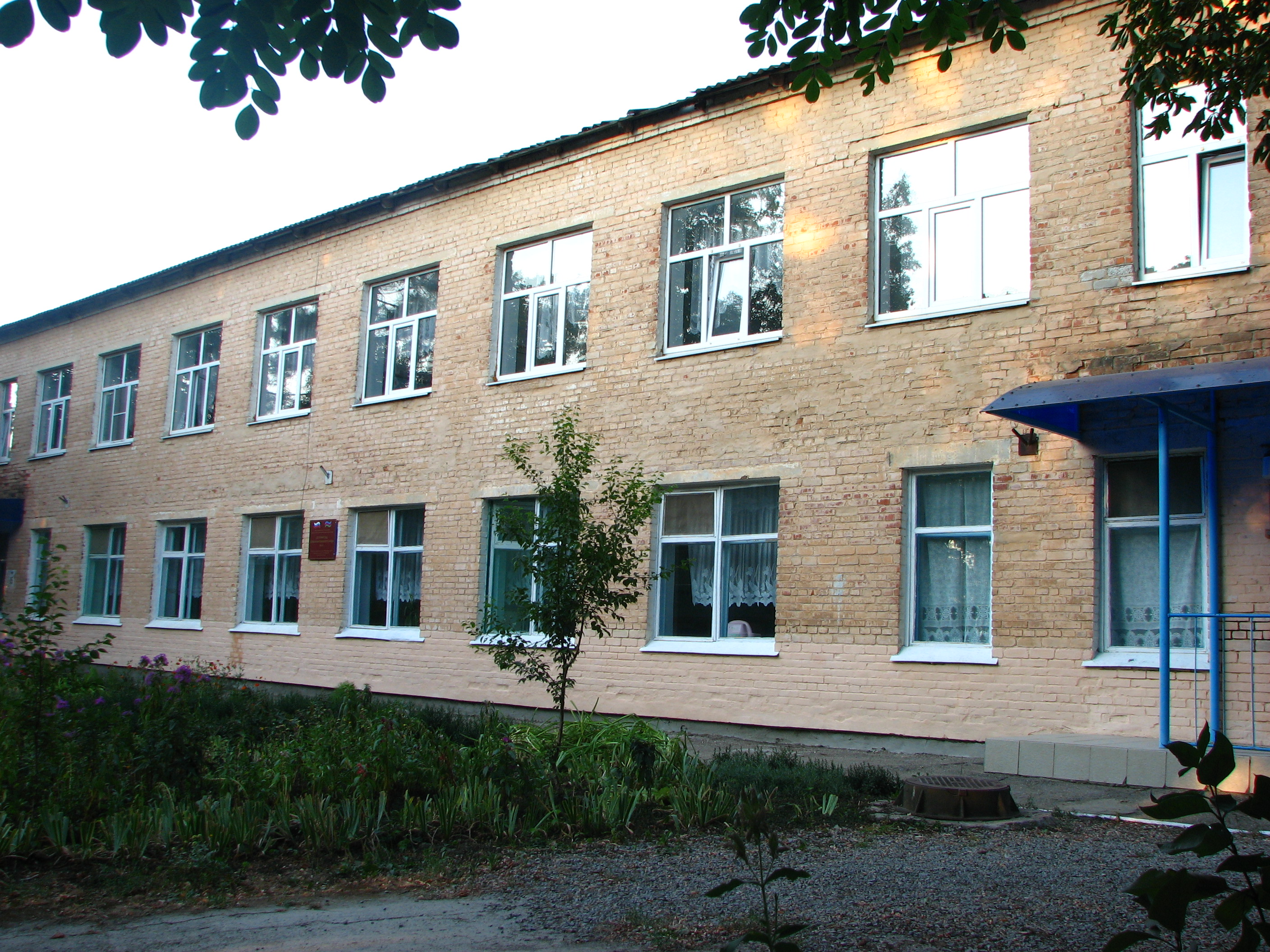
Детский сад № 8 по ул. Ленина
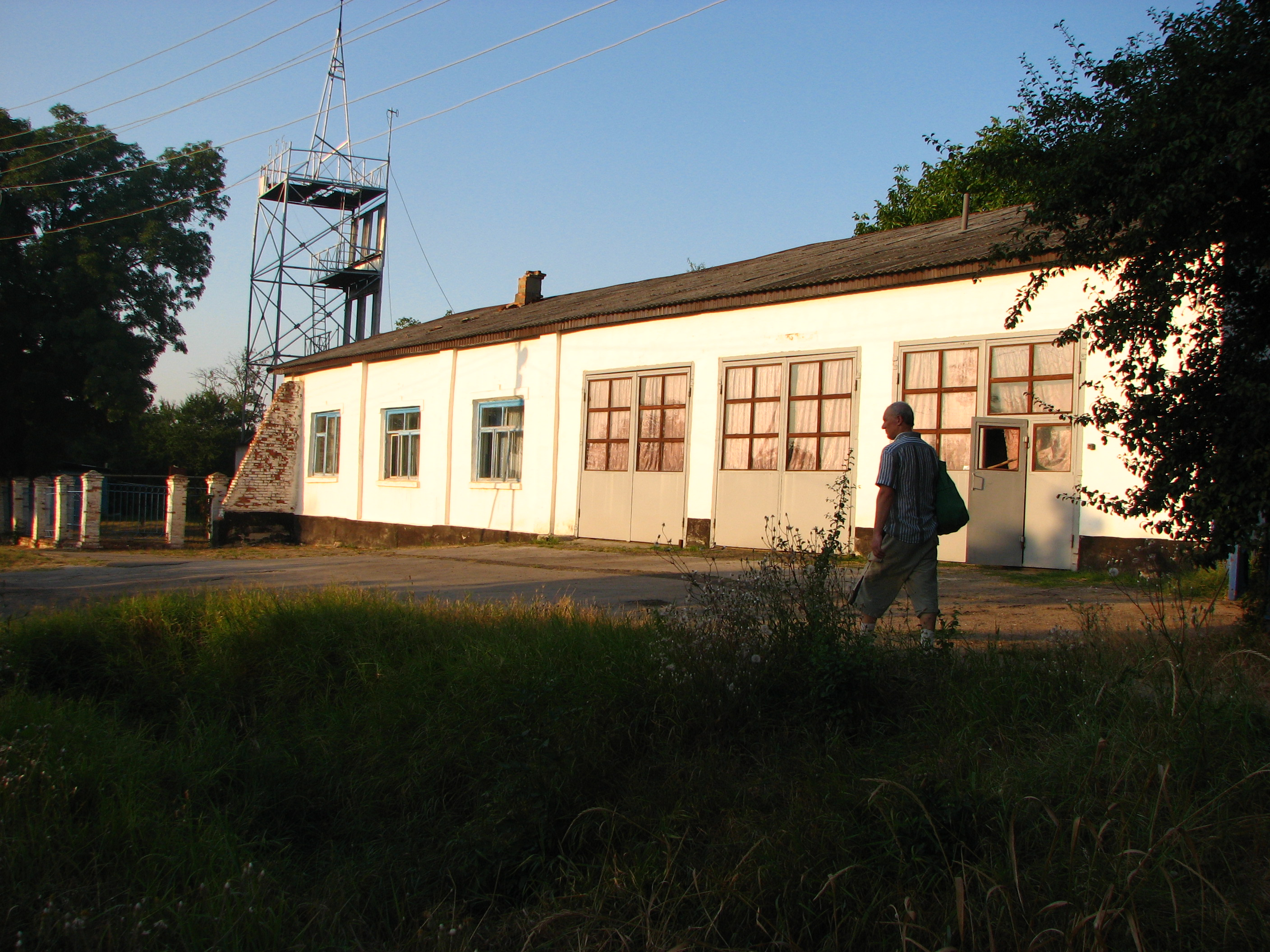
Здание поселковой пожарной части
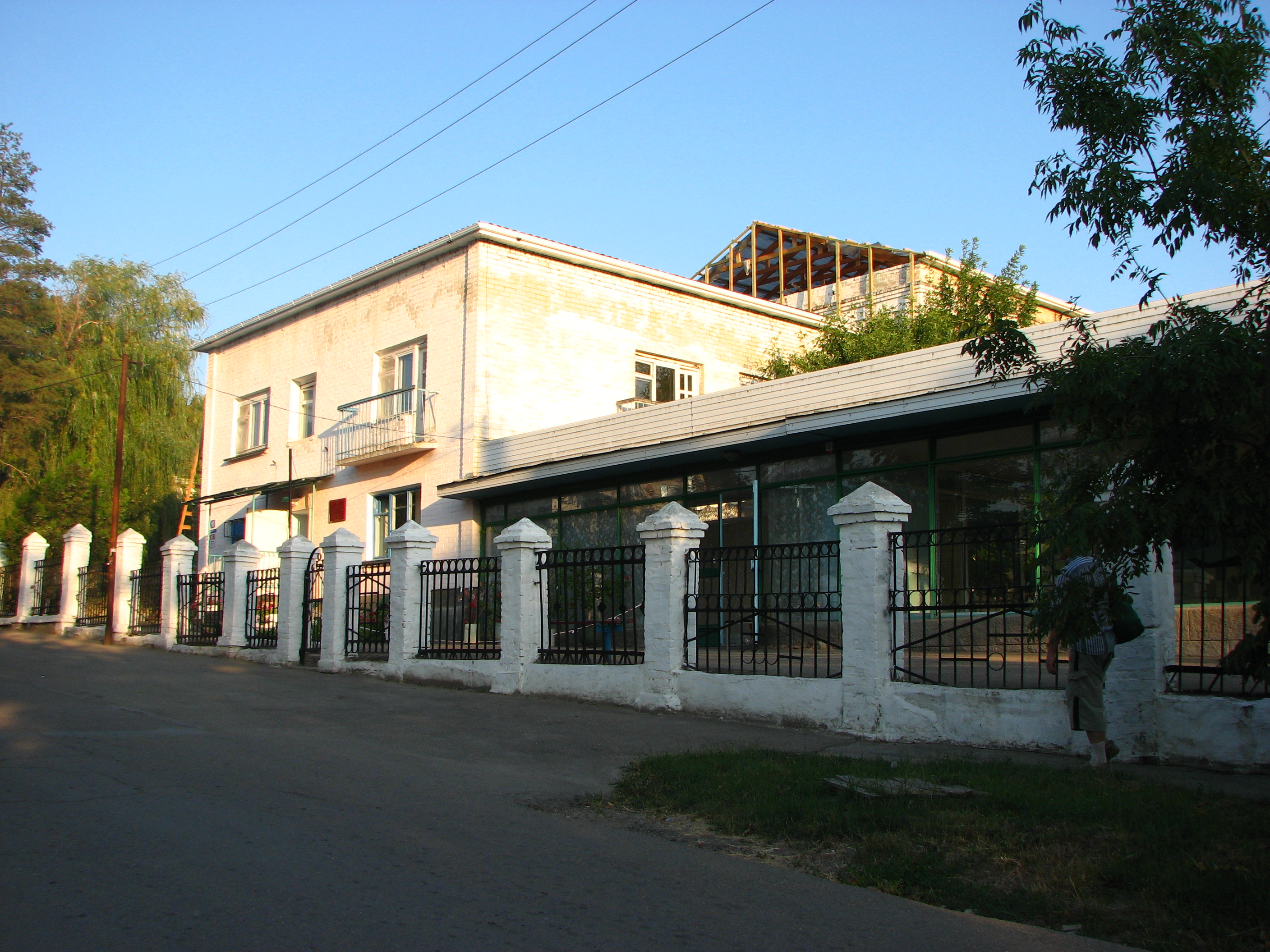
Здание санатория-профилактория НГДУ
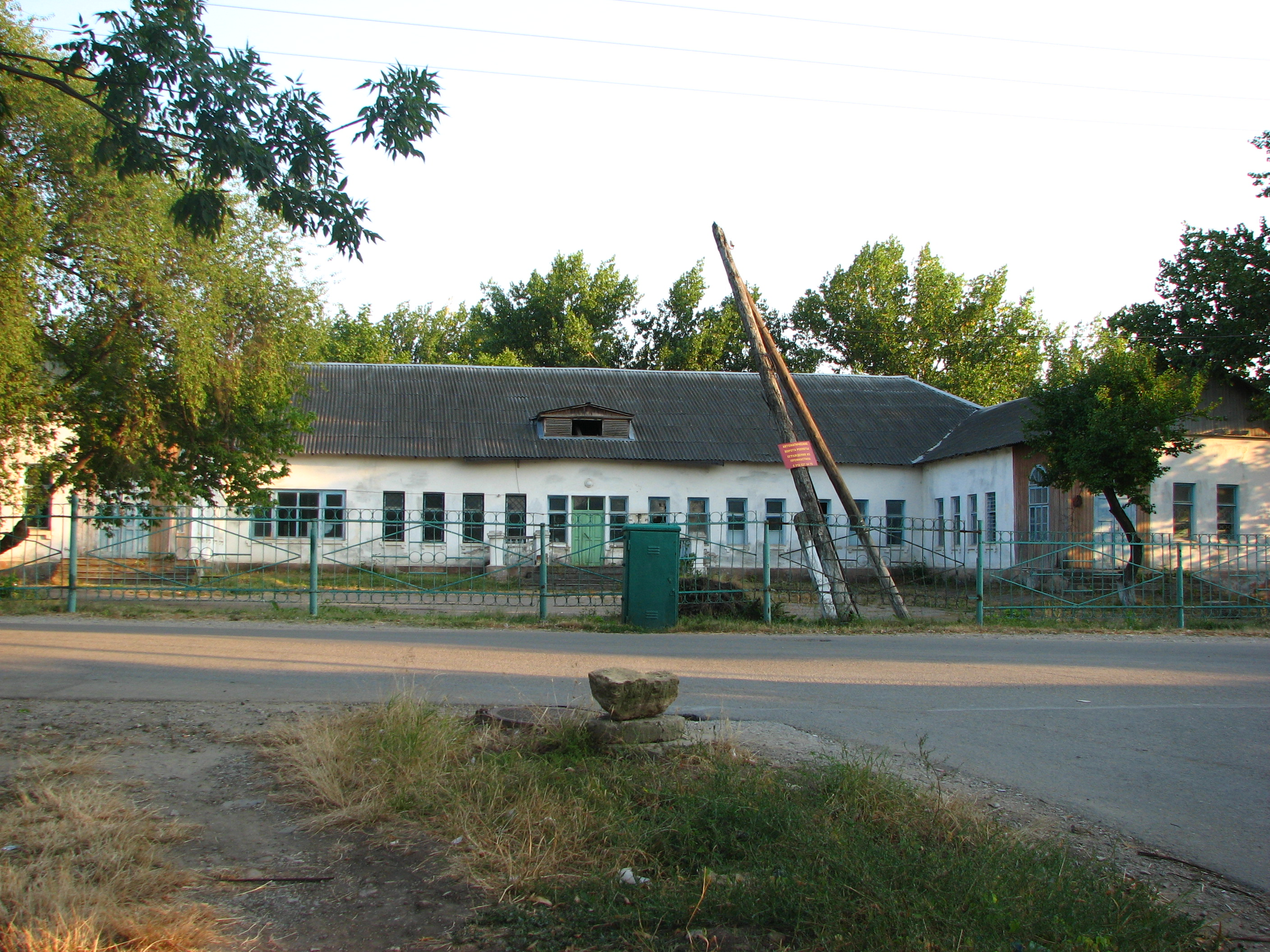
Бывшее здание поселковой поликлиники
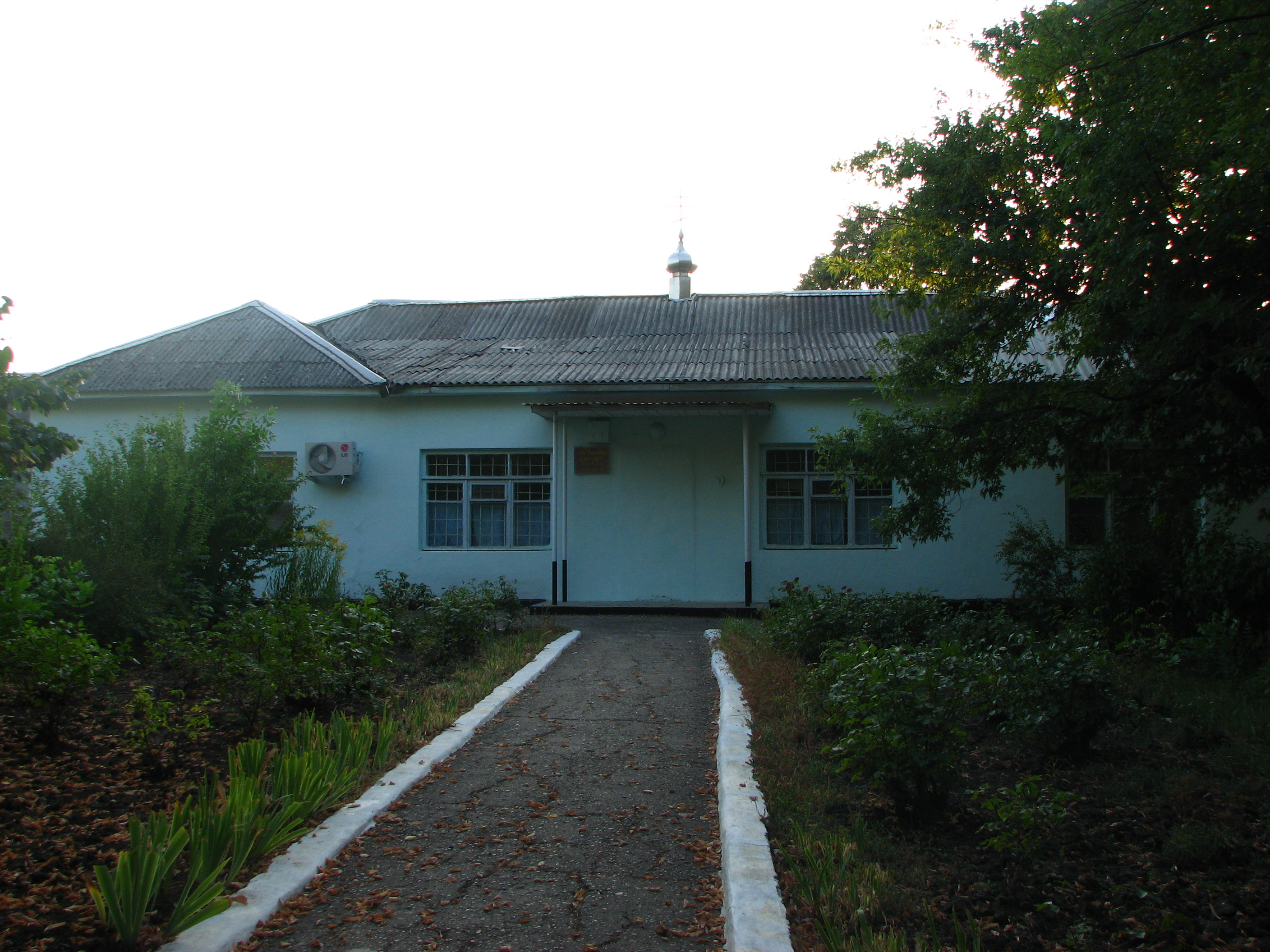
Поселковый православный приход по ул. Ленина
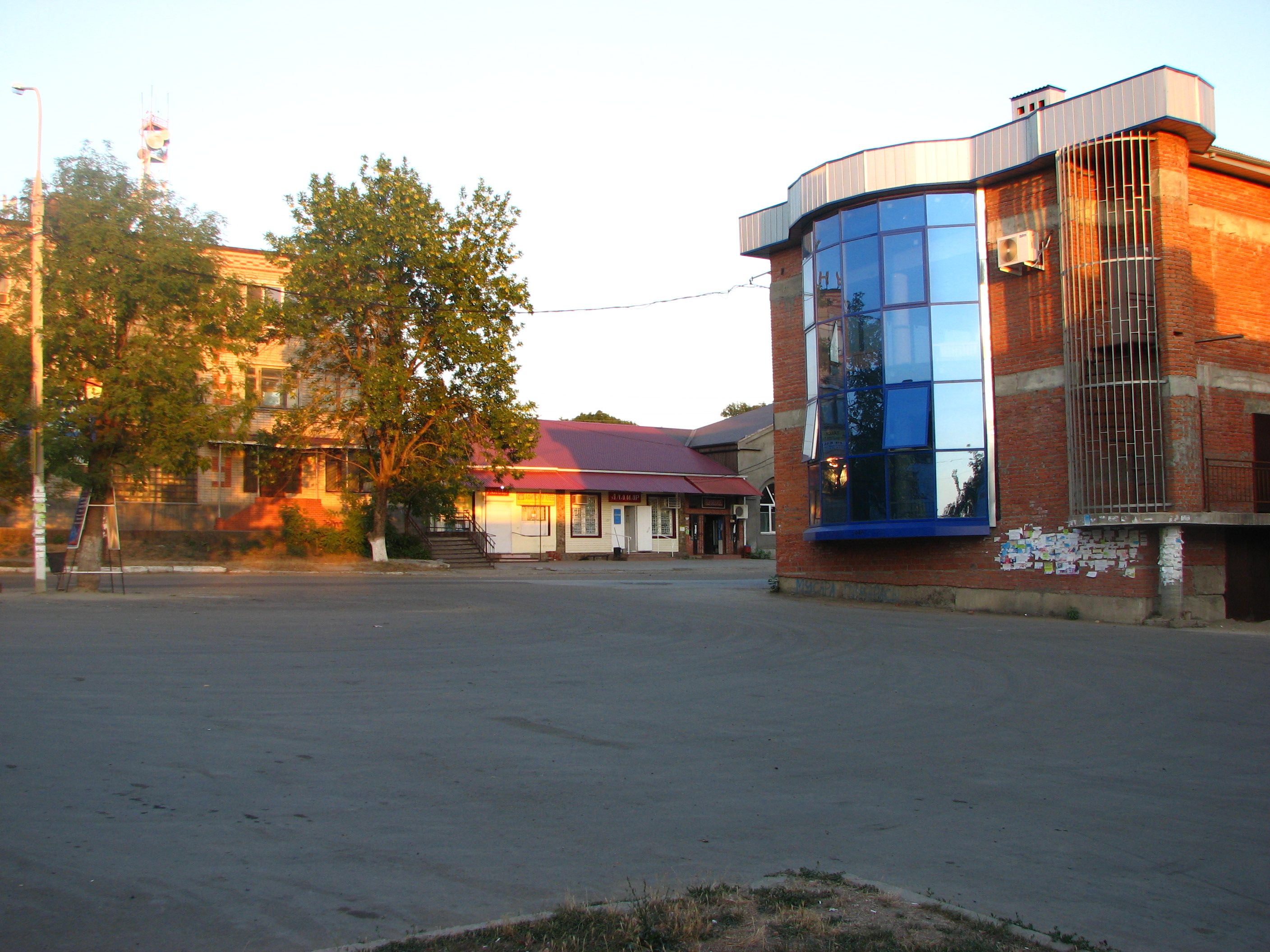
Автостанция и окружающие её магазины
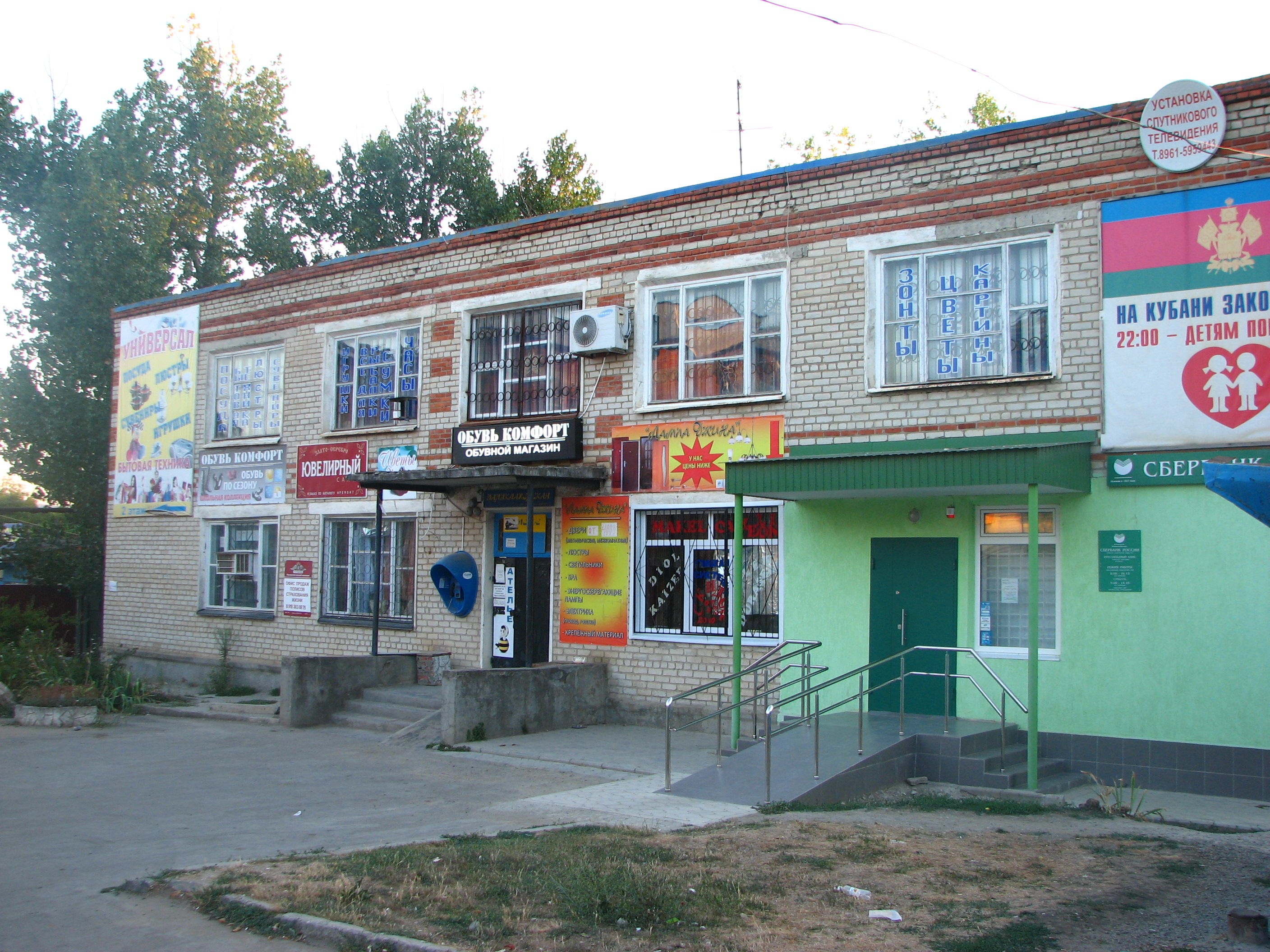
Здание комбината бытового обслуживания
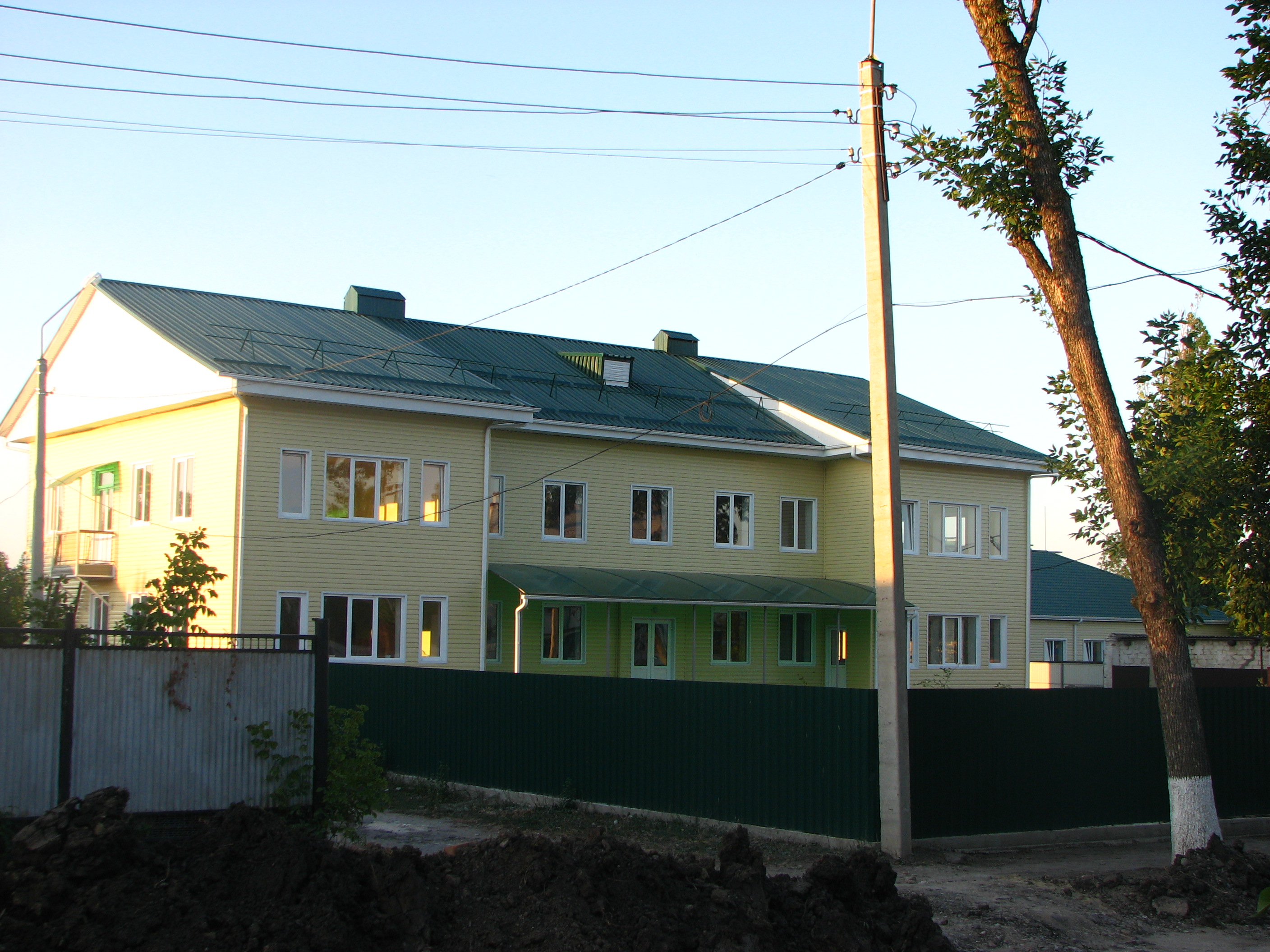
Строящийся детский сад
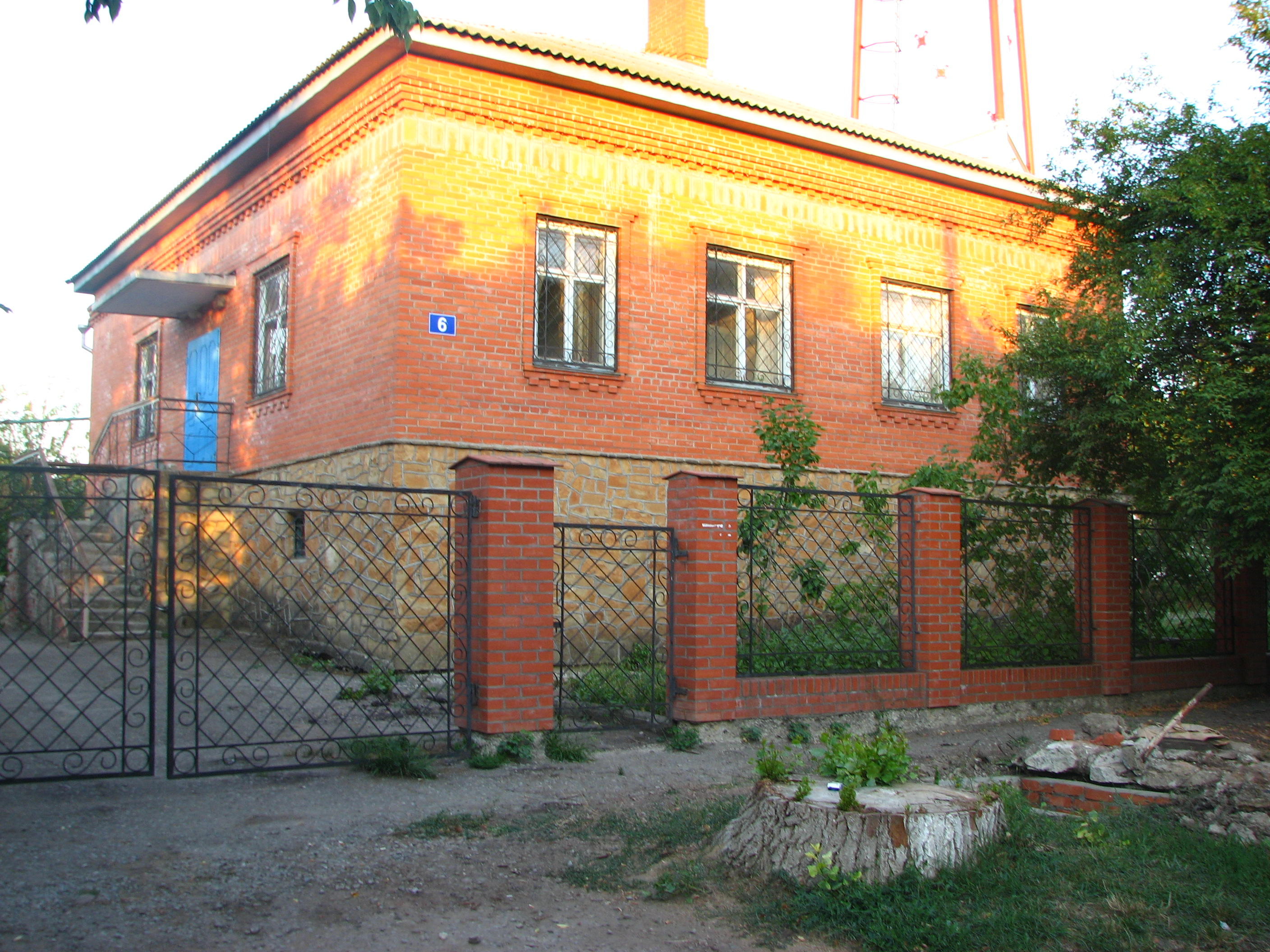
Телефонная станция
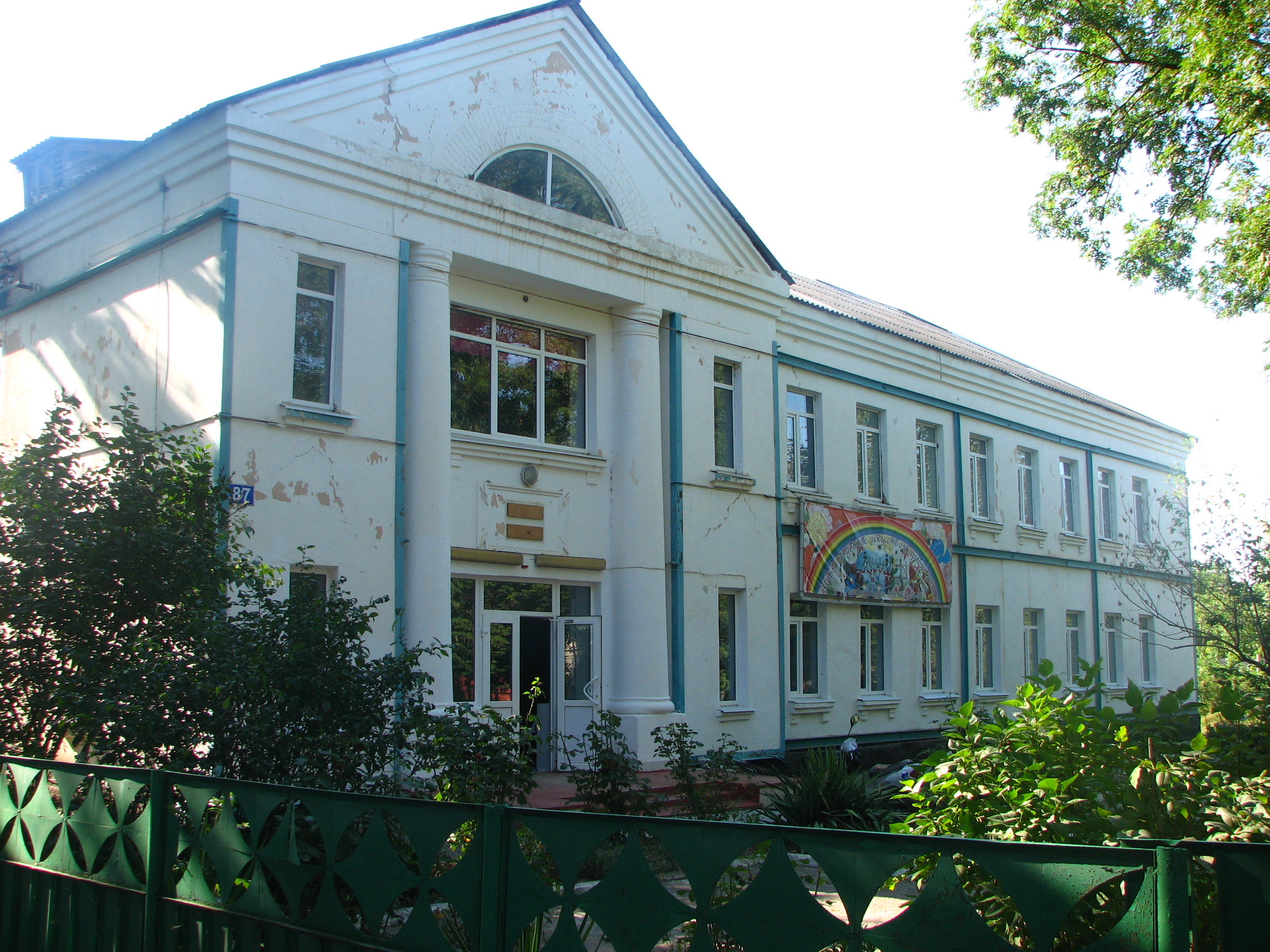
Школа искусств
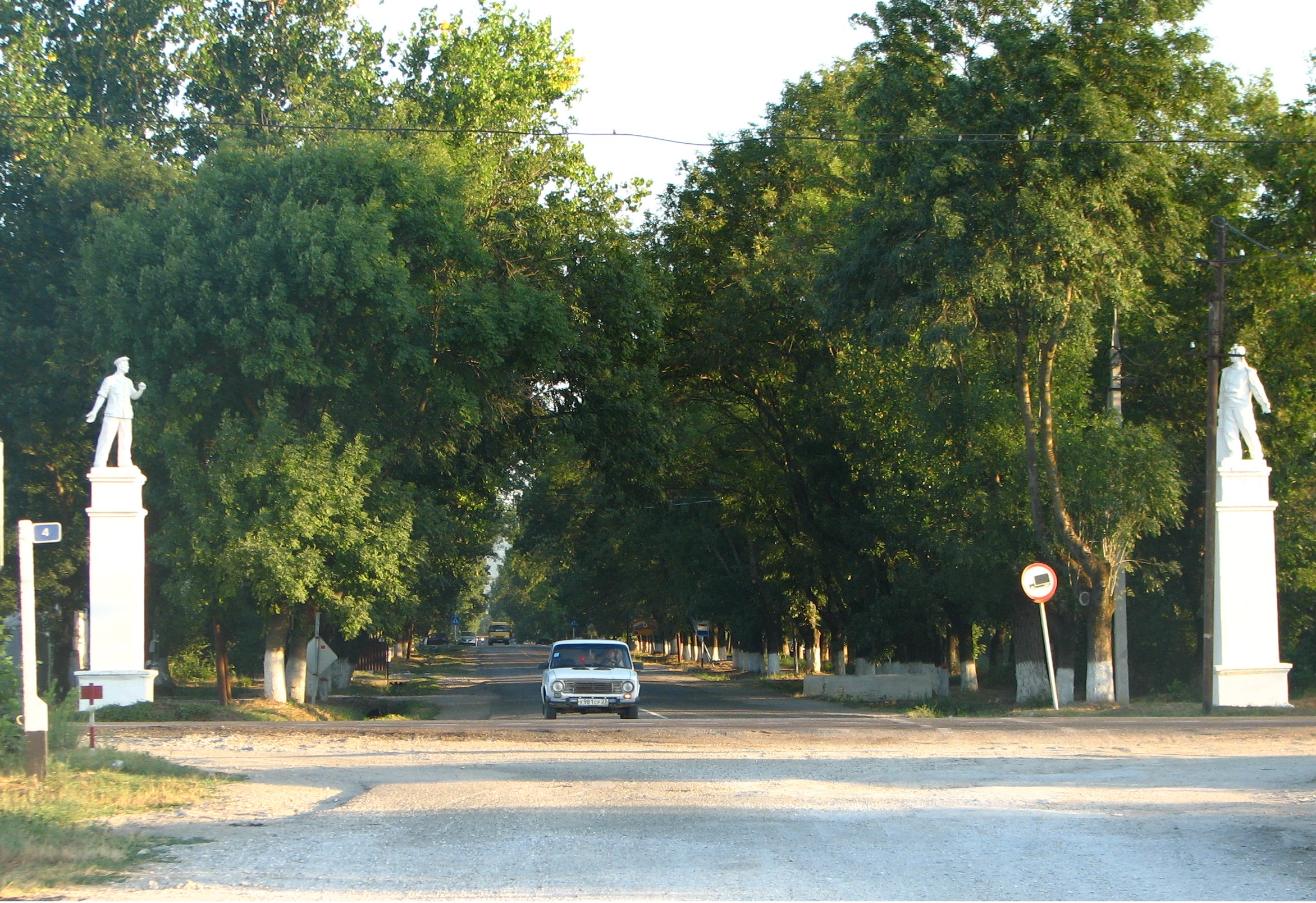
Въезд в поселок Черноморский (ул. Юбилейная)
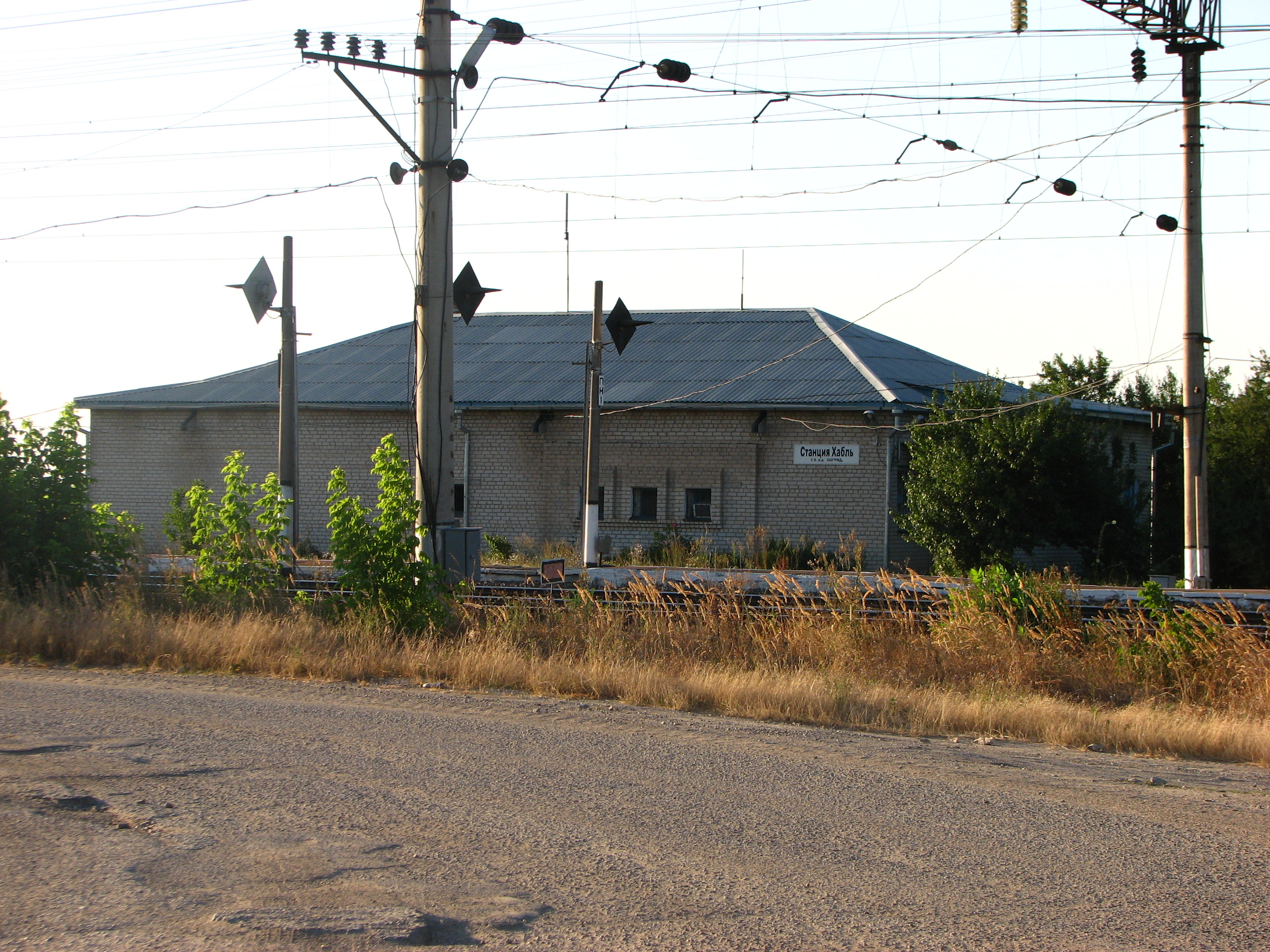
Железнодорожная станция Хабль
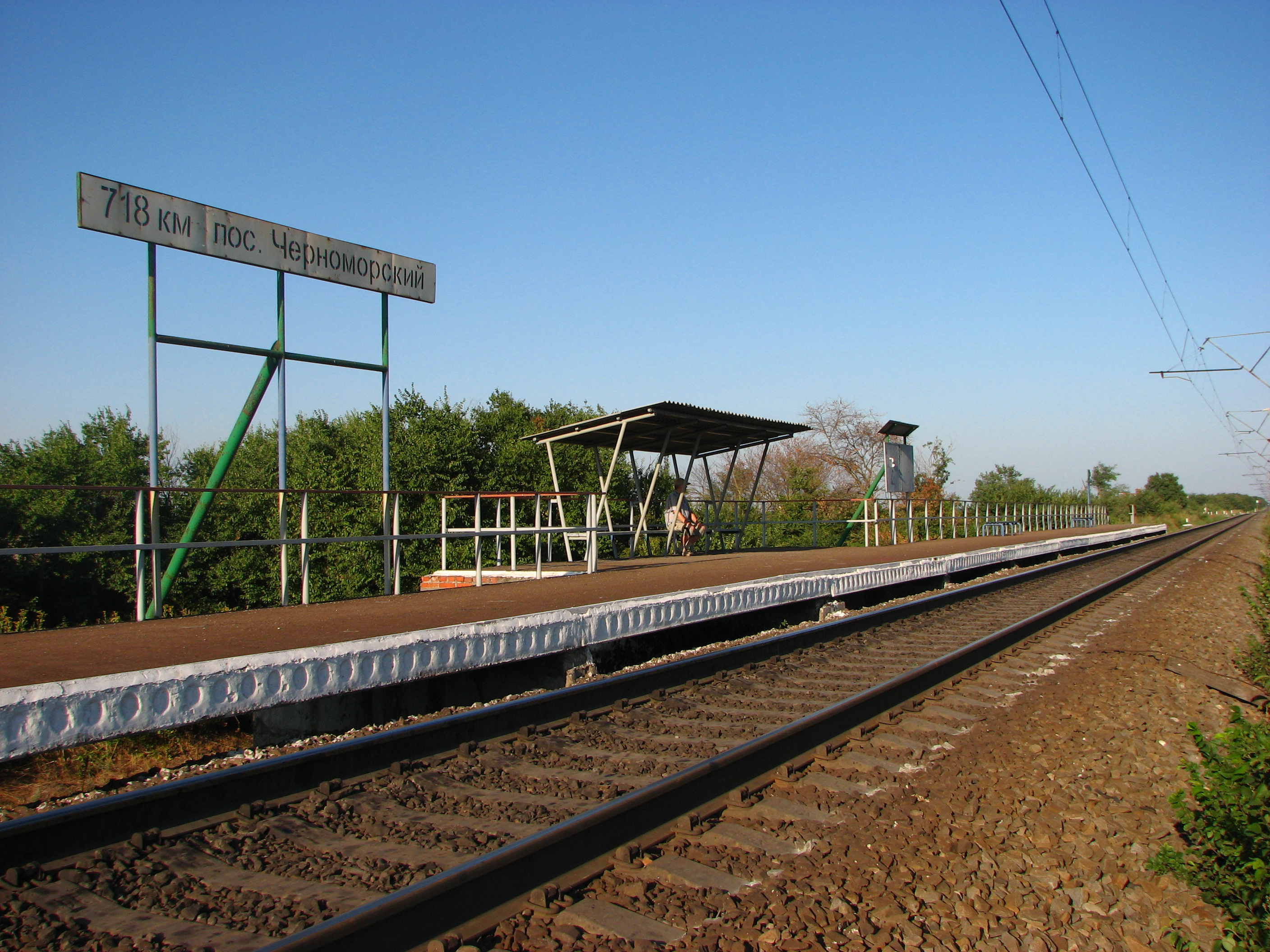
Остановка электропоездов в пос. Черноморском
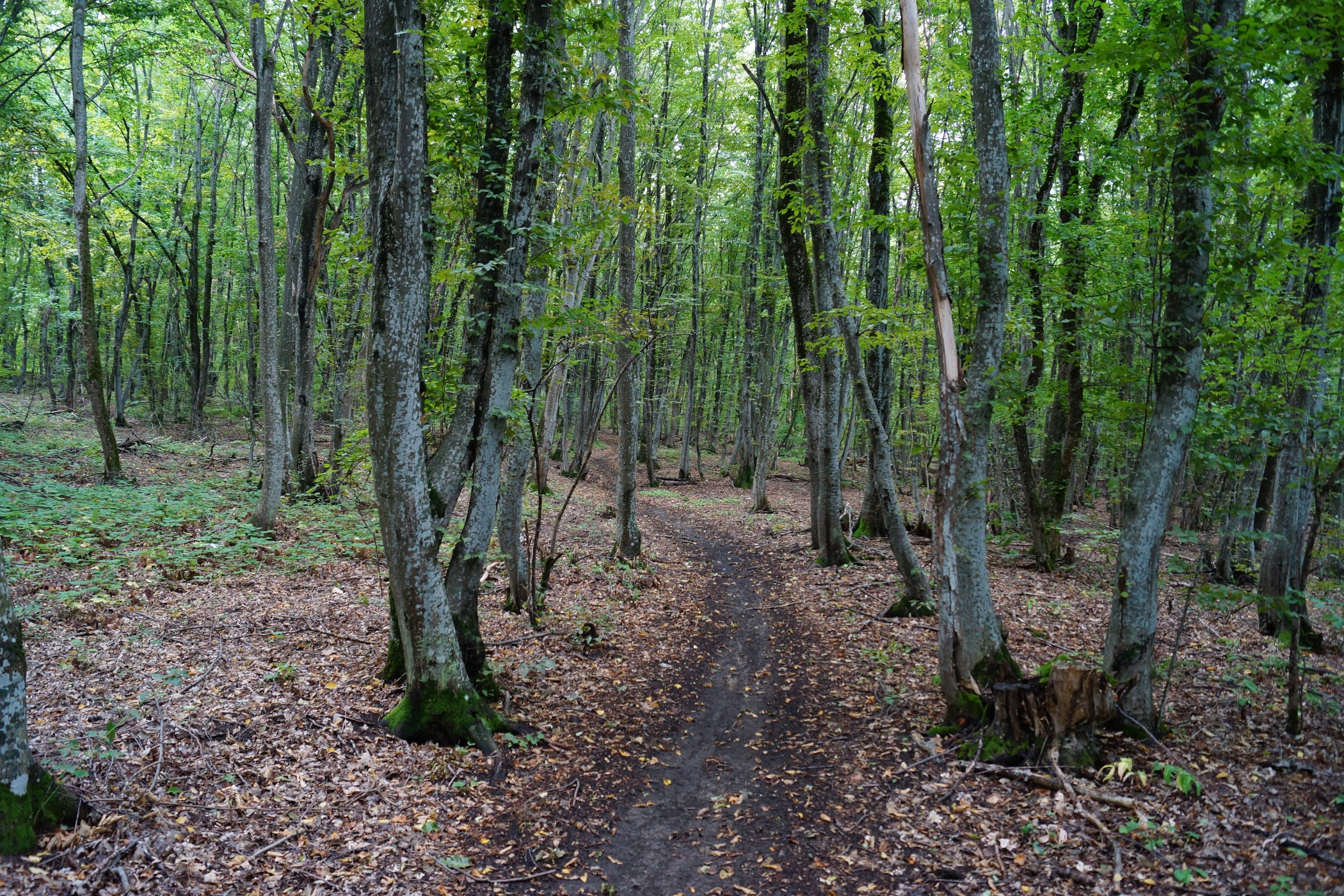
Дубовый лес в горах за поселком